# 江戸高名会亭尽
『江戸高名会亭尽』（えどこうめいかいていづくし）は歌川広重による大判横錦絵で、江戸の高名な料理屋を取り上げた全30図の揃物である。

## 概要
江戸では明暦の大火以後、大衆食堂のような料理屋が浅草や両国付近に登場し、さらに宝暦年間には手の込んだ料理を提供し座敷や庭のある高級料理茶屋が現れた。料理茶屋は参拝客や行楽客を見込んで名所の周辺に建てられ、書画会や句会なども開かれていた。地方の人間にとってこうした料理茶屋は一種の江戸名所となっており、これを題材とした見立番付や絵双六、そして錦絵が複数登場した。歌川国貞『当時高名会席尽』、渓斎英泉『当世会席尽』、三代豊国・広重合作『東都高名会席尽』、そして明治に入ってからも豊原国周『東京三十六会席』『開化三十六会席』などがあるが、なかでも有名なのが藤岡屋彦太郎を版元とする歌川広重の『江戸高名会亭尽』である。
料理屋の座敷の様子だけでなく、建物の外観や庭園などが様々な季節の風景とともに表され、風景画の名手としての広重ならではの描写となっている。各図の扇形のなかには、それぞれの料理屋にちなんだ狂句が記されて興趣を添えている。題材には書画会や句会を行う人々の姿が複数登場しており、当時の料理屋が文人たちの交流の場としても活用されていたことをよく伝えている。取り上げた料理茶屋は八百善、平清といった高級どころから、白山の万金や浅草雷門前の亀屋のような即席料理を供する店までバランスよく含まれている。

## 作品一覧

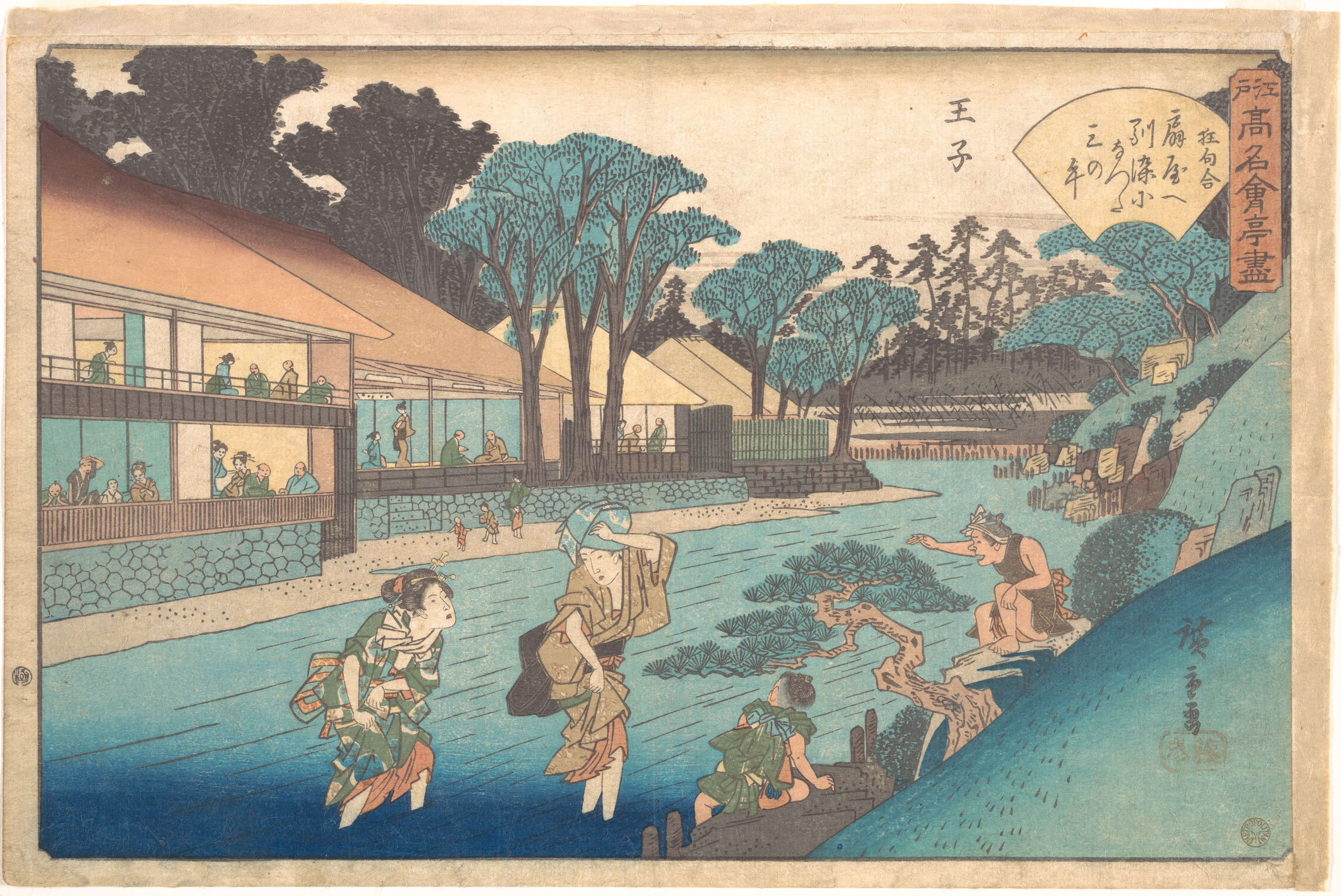
(1)王子 扇屋「狂句合 扇屋へ馴染になつた三の午」
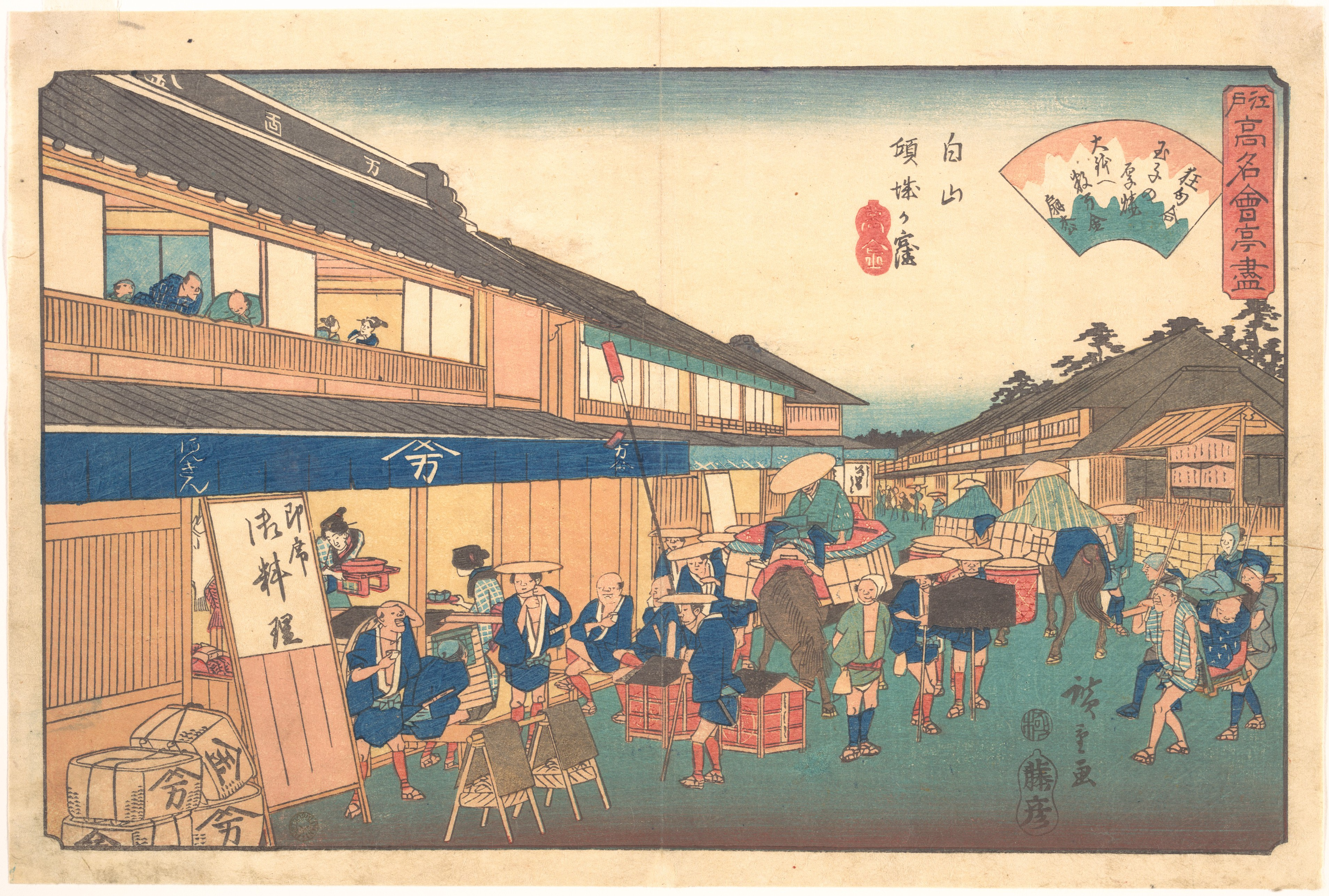
(2)白山傾城か窪 万金「狂句合 玉子も厚焼き 大鉢へ数万金 扇枩」
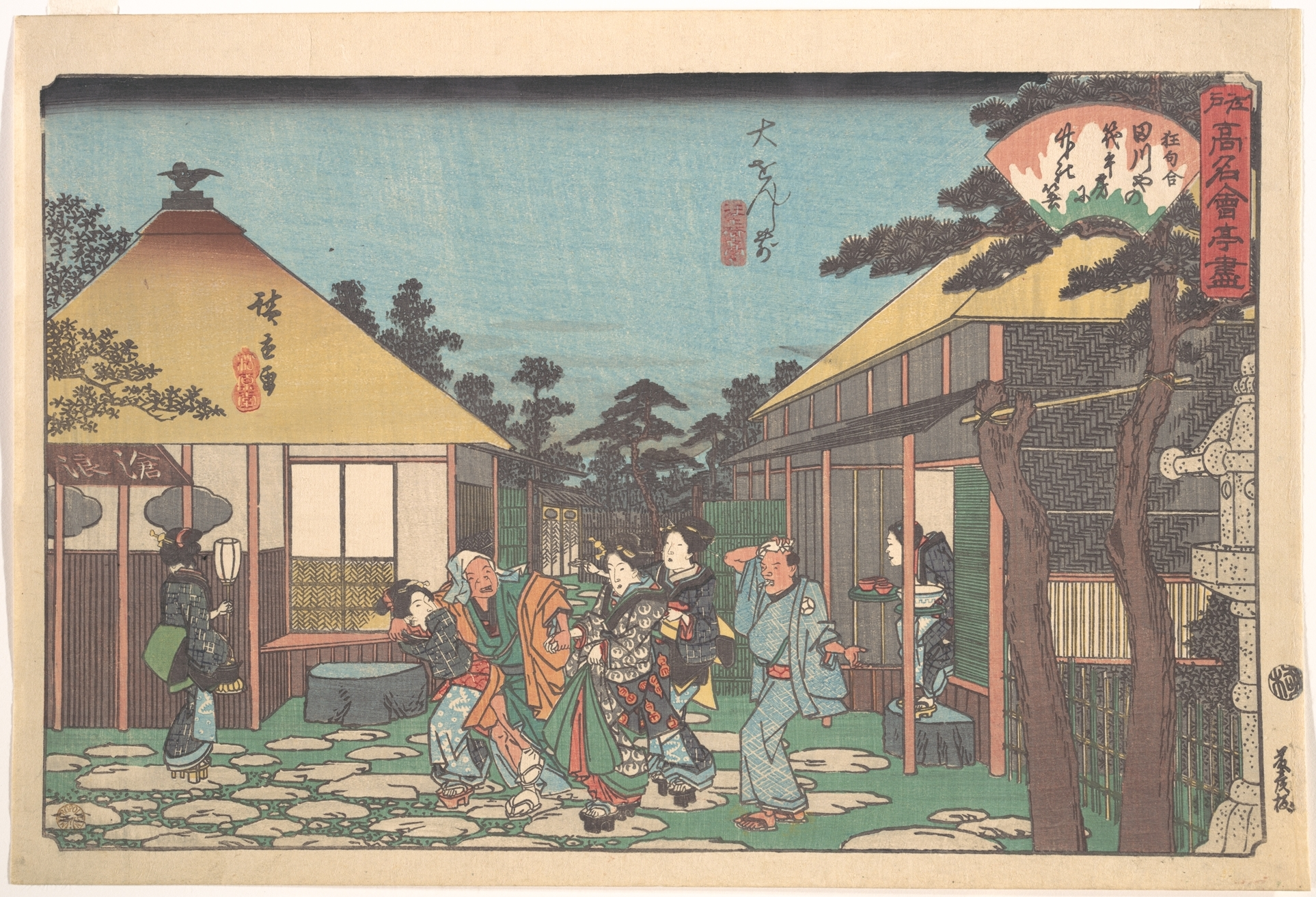
(3)大をんし前 田川屋「狂句合 田川やの筏牛房に竹の箸」
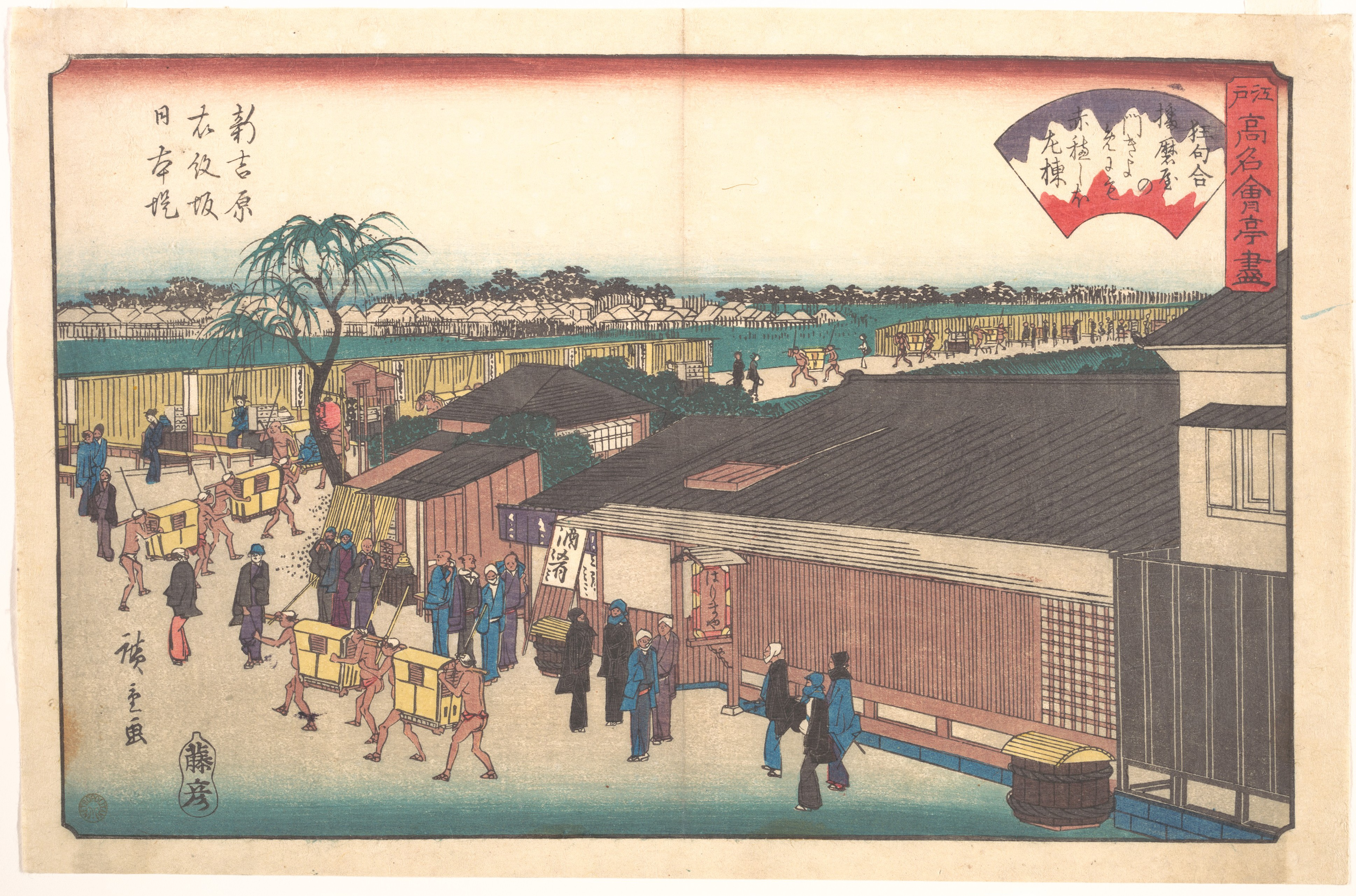
(4)新吉原衣紋坂日本堤 播磨屋「狂句合 播磨屋の門きよめにも赤穂しほ 左棟」
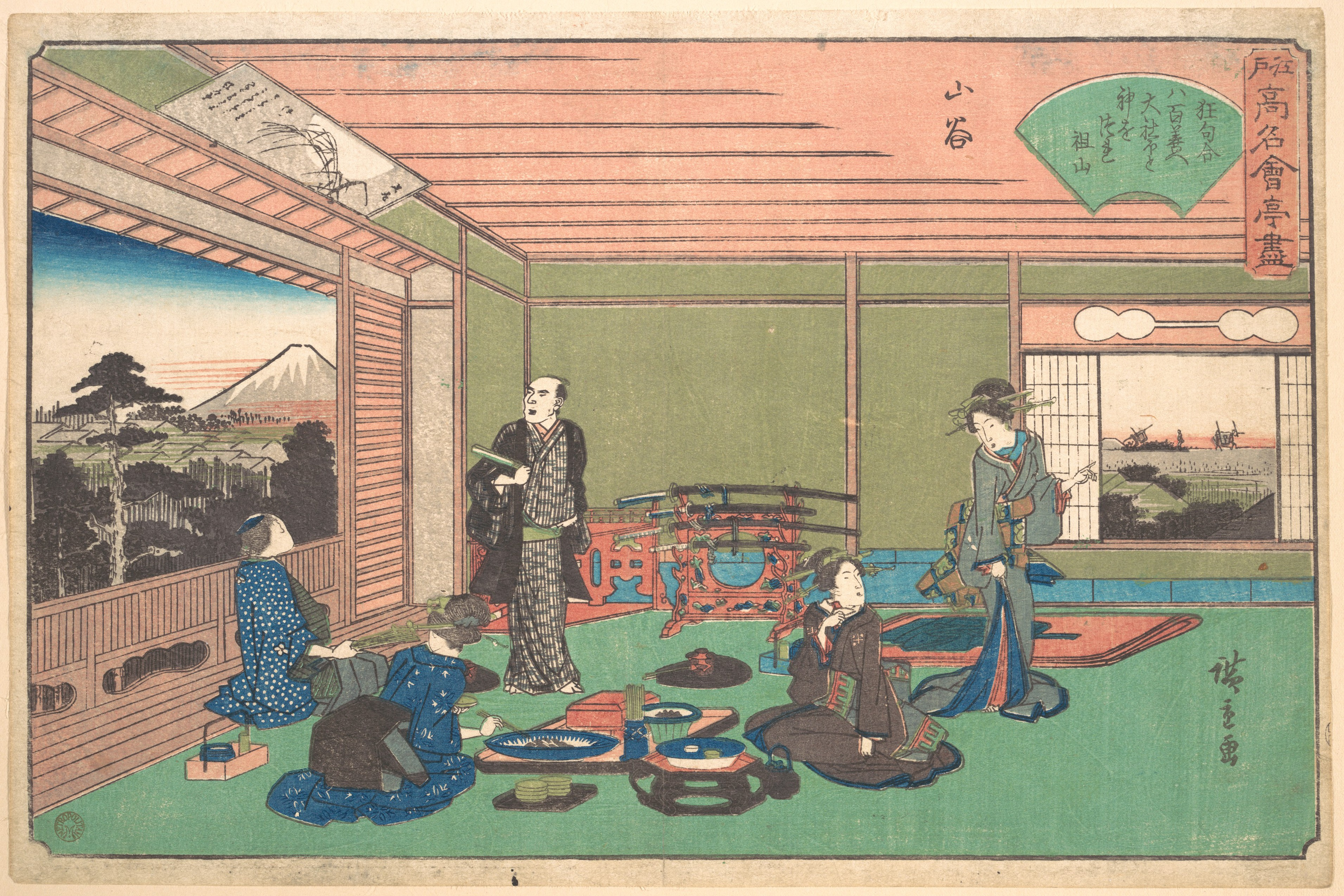
(5)山谷 八百善「狂句合 八百善へ大社市と神を」
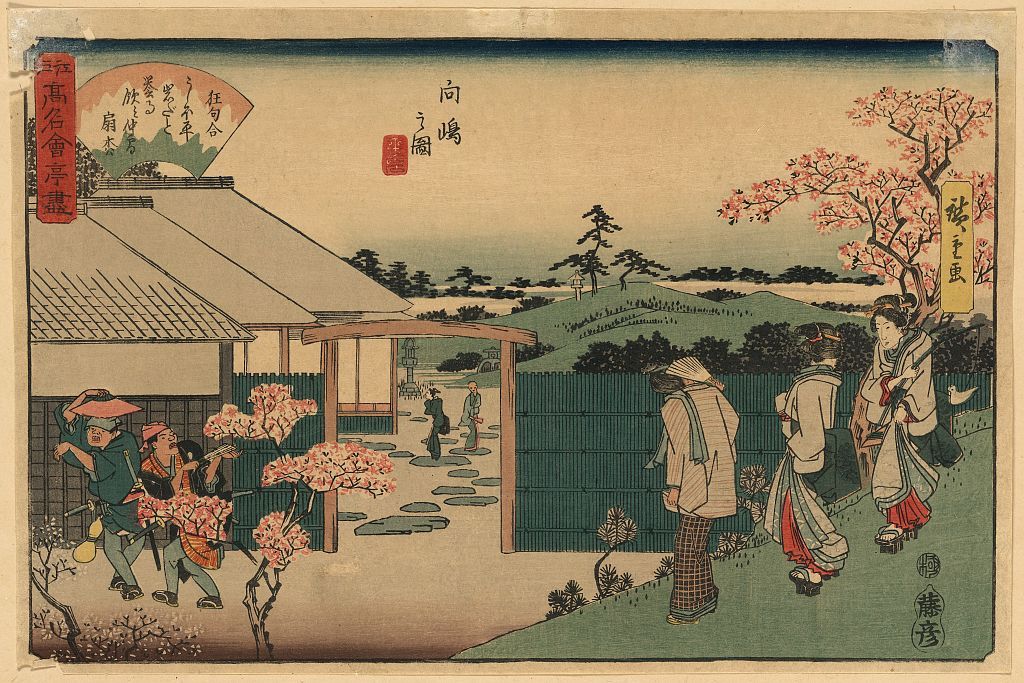
(6)向嶋之図 平岩「狂句合 うしほ平岩だと誉る飲み仲間 扇松」
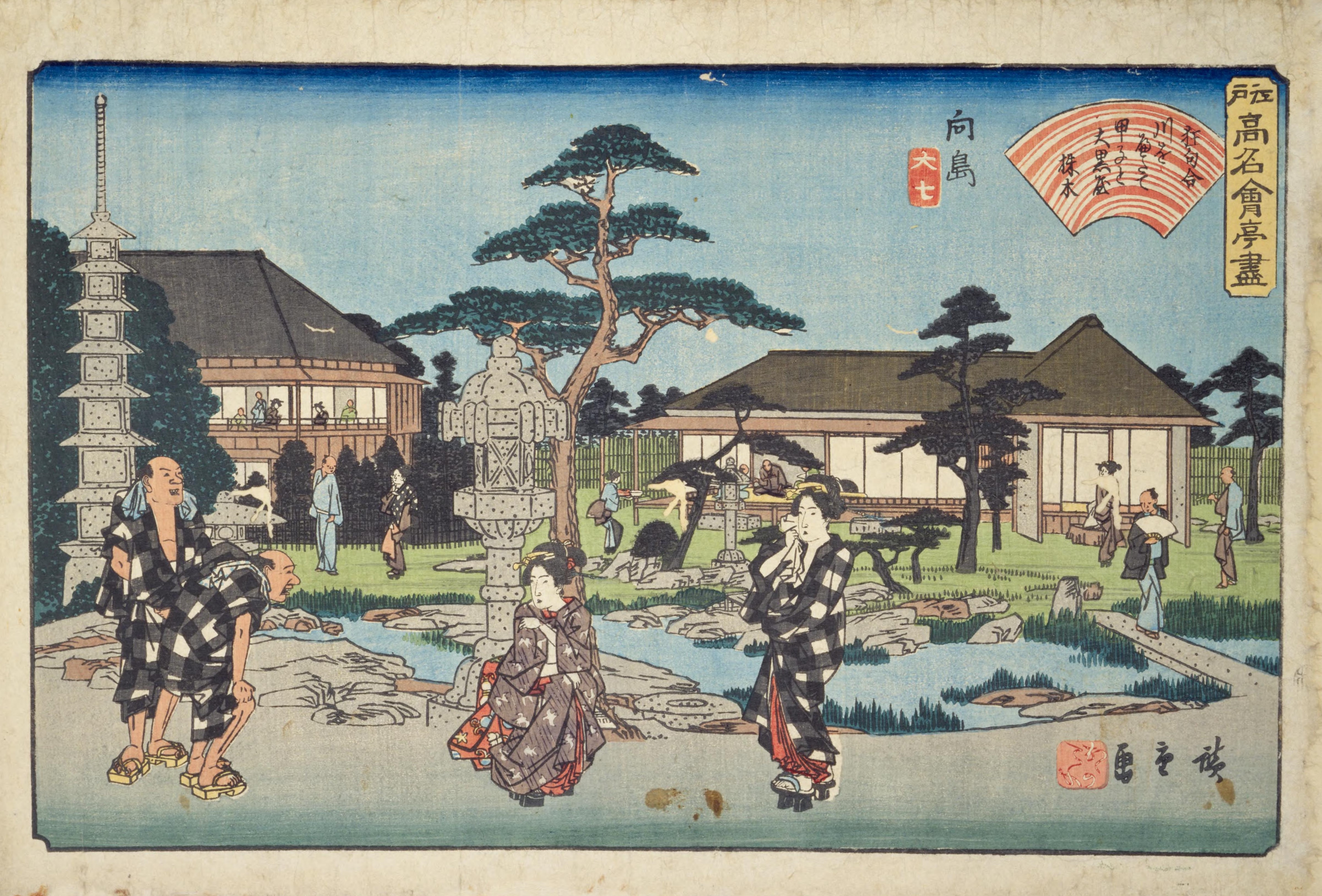
(7)向島 大七「狂句合 川をへたて甲子と大黒屋 株木」
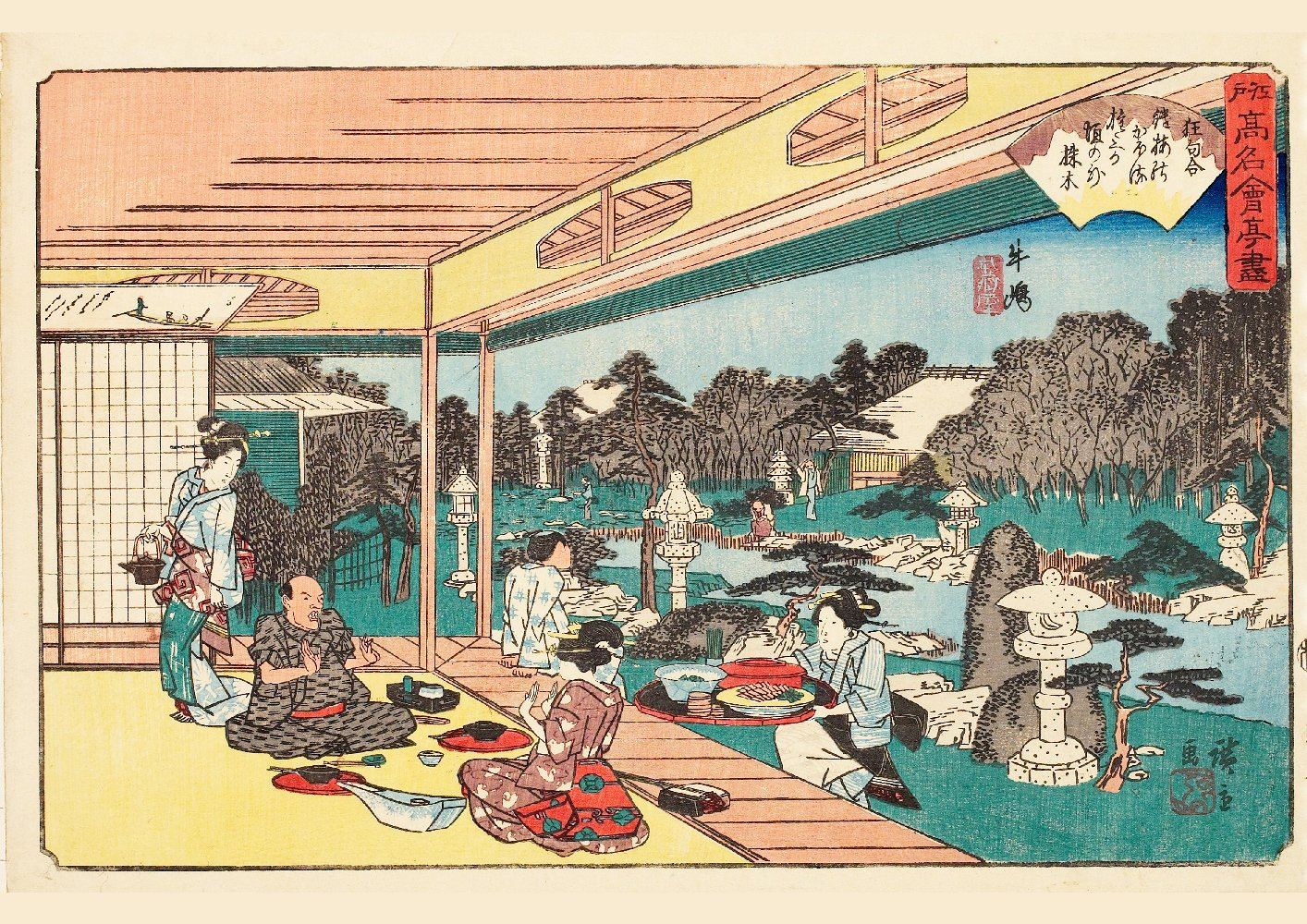
(8)牛嶋 武蔵屋「狂句合 株木」
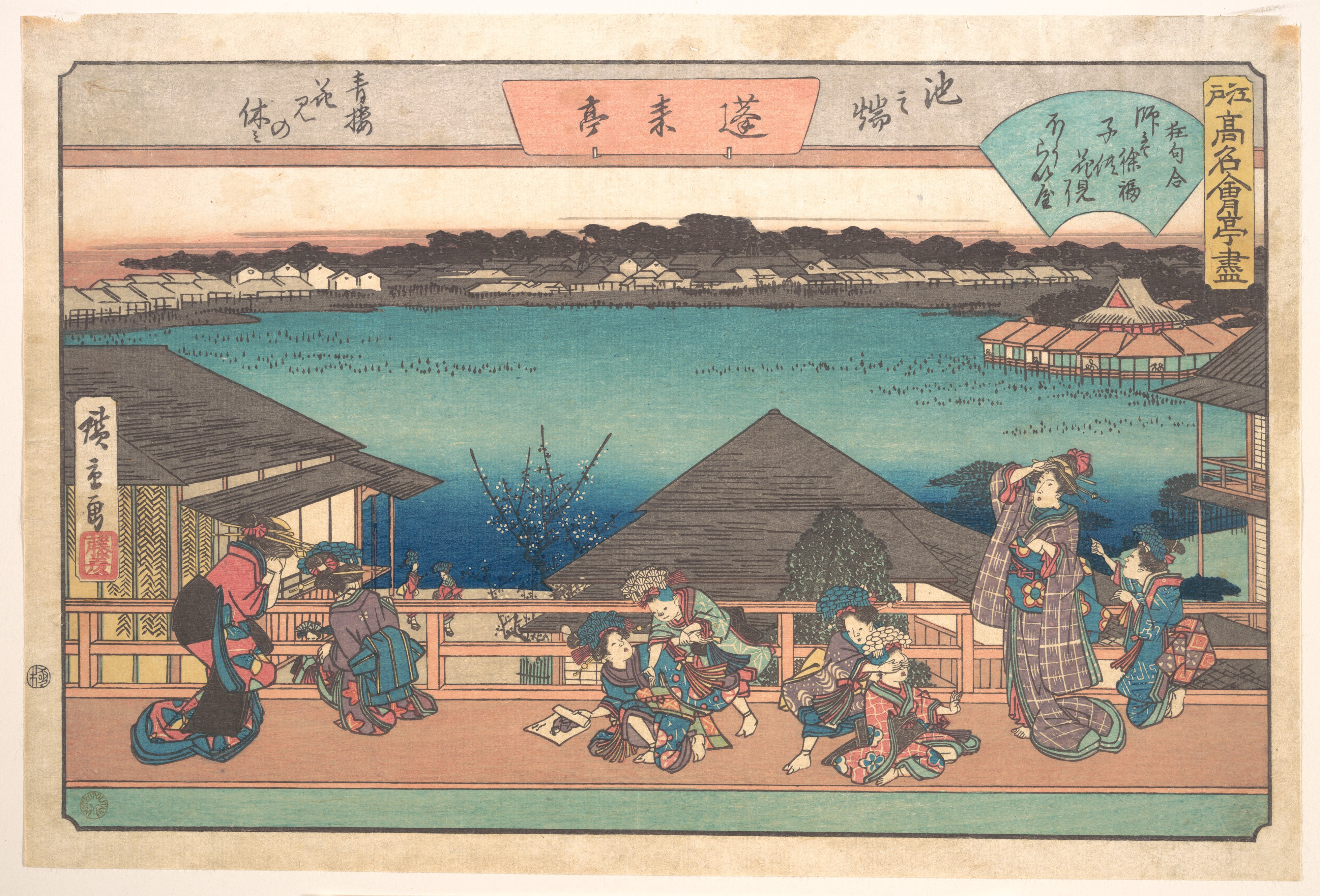
(9)池之端 蓬莱屋 青楼花見の休み「狂句合 師は徐福子供花見にほうらい屋」
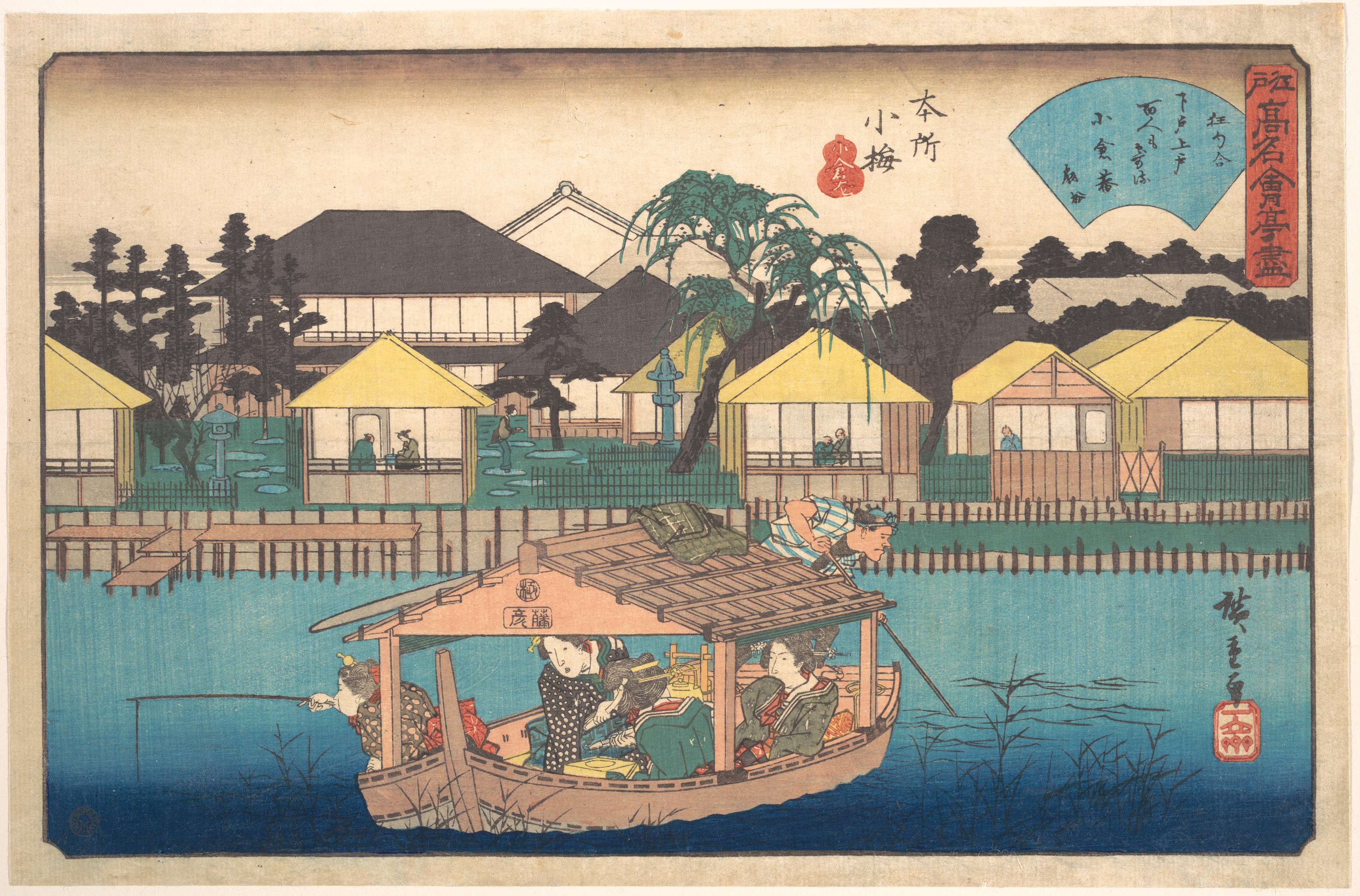
(10)本所小梅 小倉庵「狂句合 下戸上戸 百人もすずむ 小倉庵」
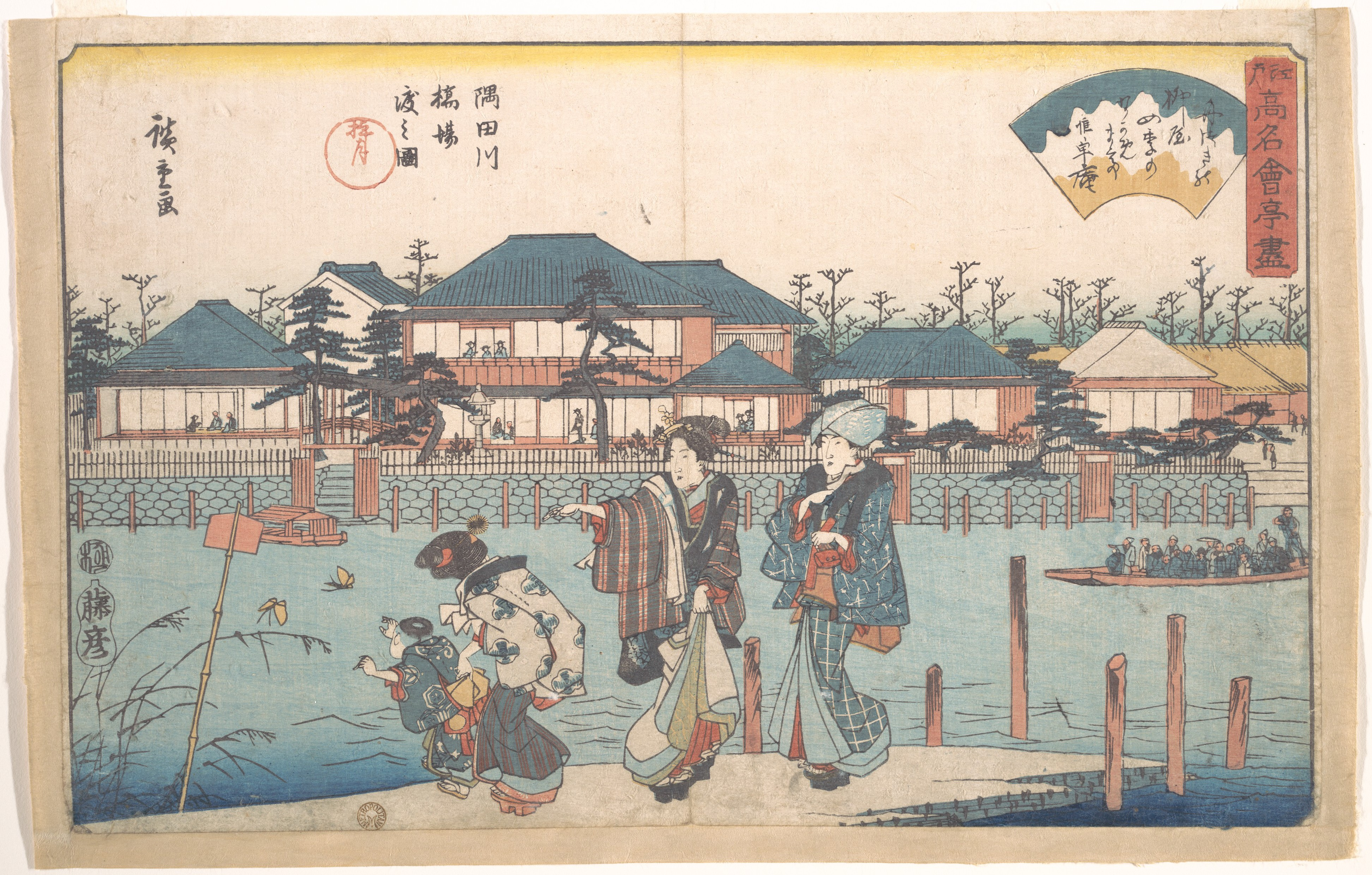
(11)隅田川橋場渡之図 柳屋「舟つきの柳屋四季のなかめまて 惟草庵」
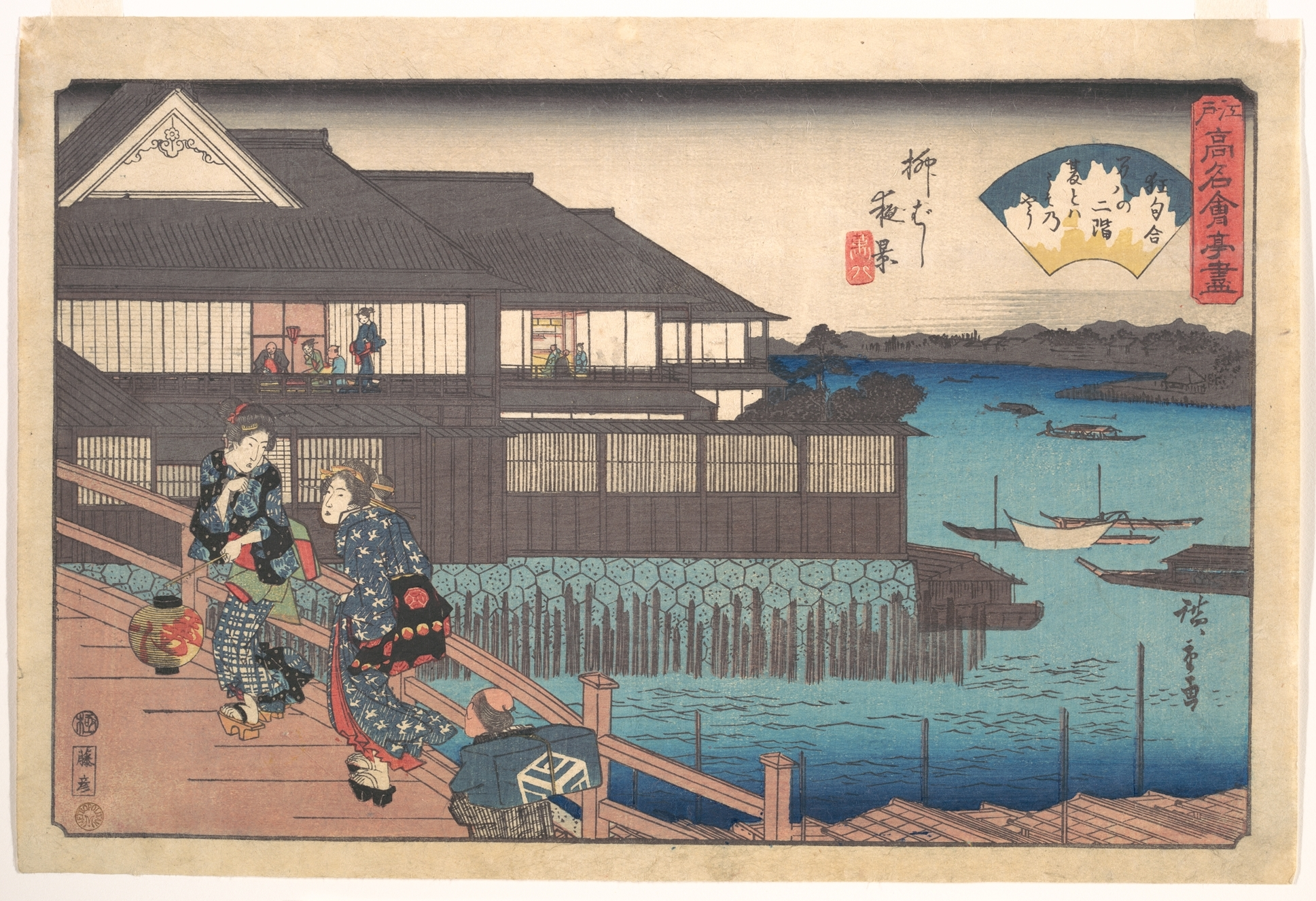
(12)柳ばし夜景 万八「狂句合 万八の 二階夏とハ うそのやう」
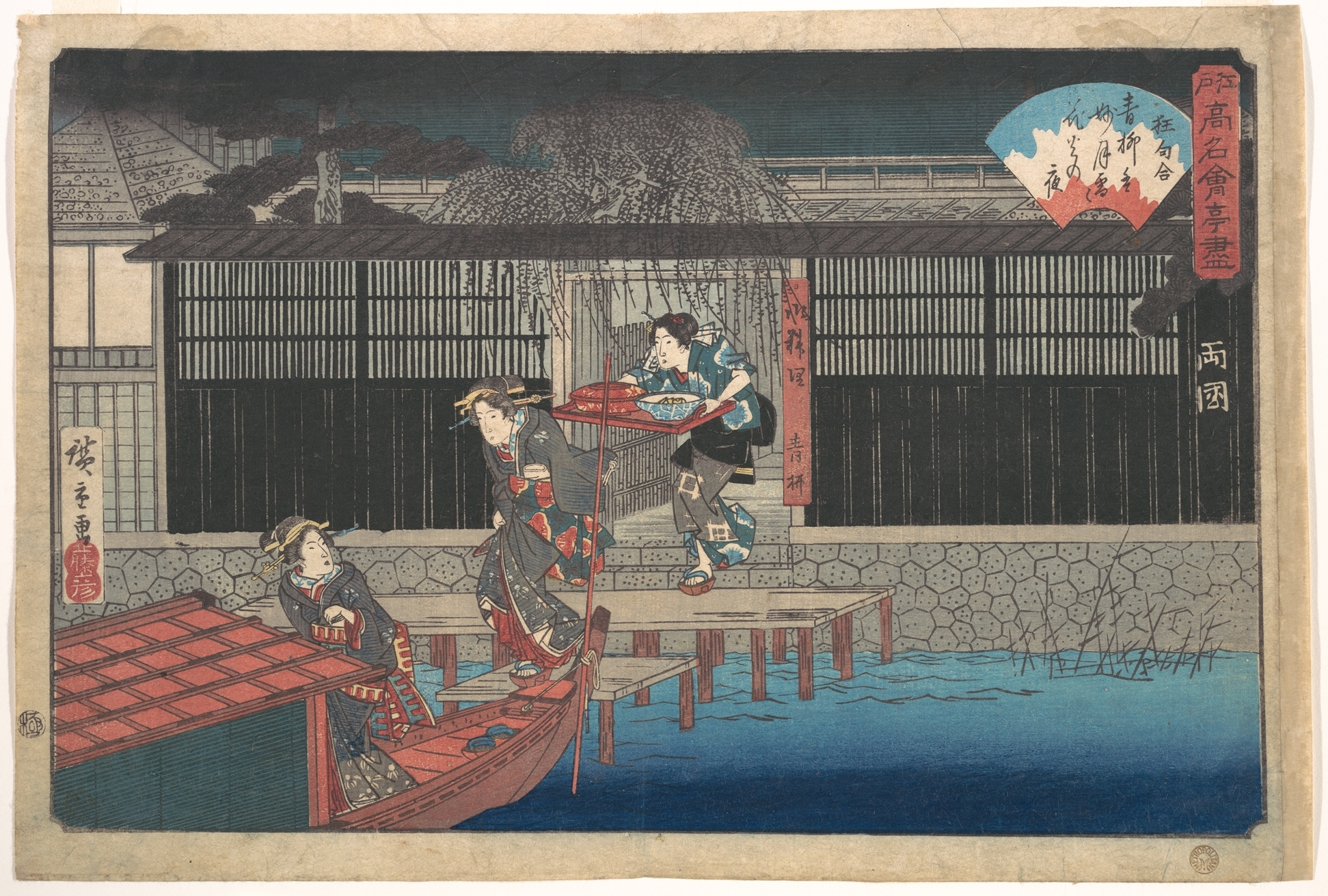
(13)両国 青柳「狂句合 青柳は妙月高く花火の夜」
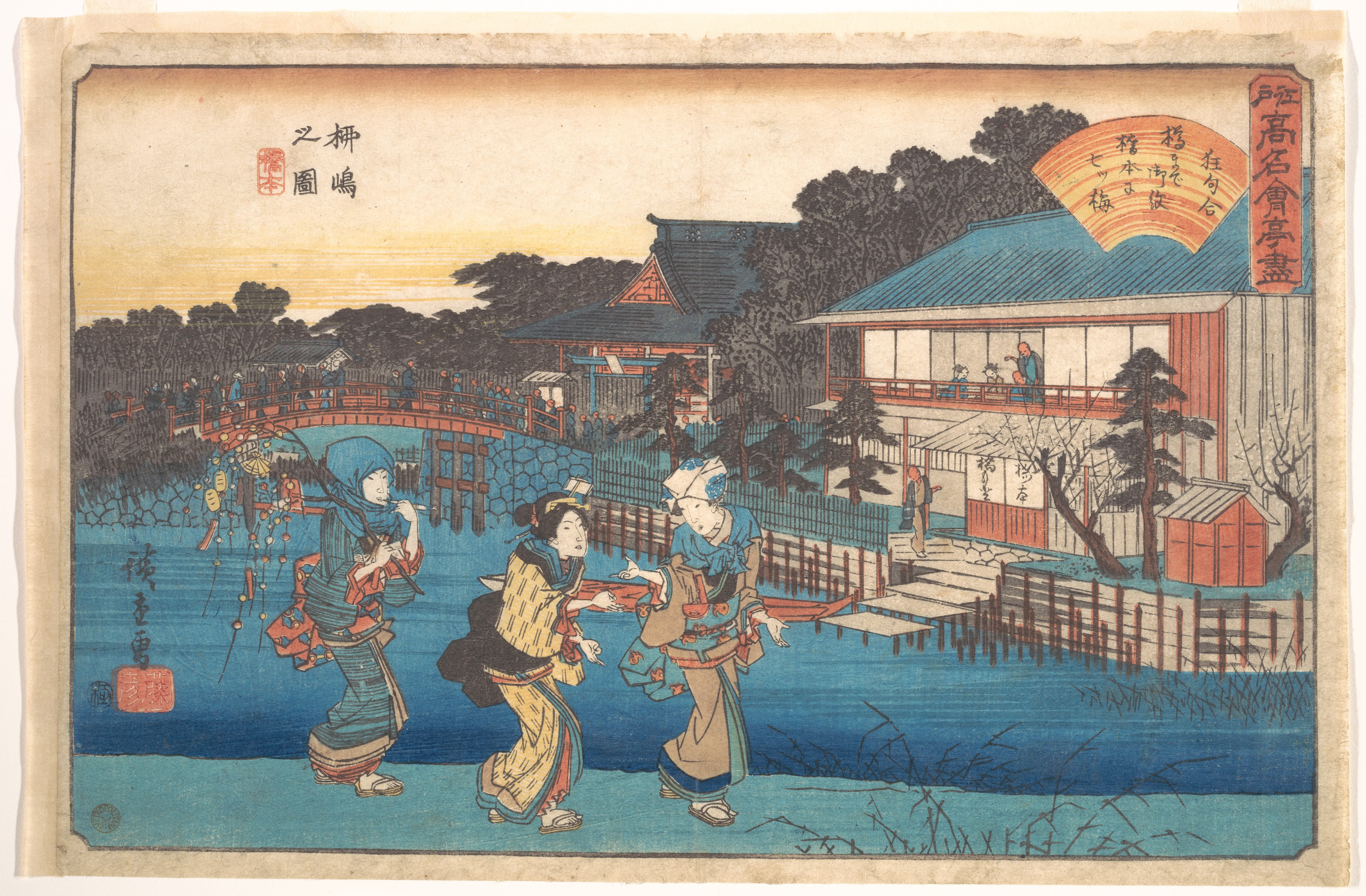
(14)柳島（橋）の図 橋本「狂句合 橋本まで御紋橋本に七つ梅」
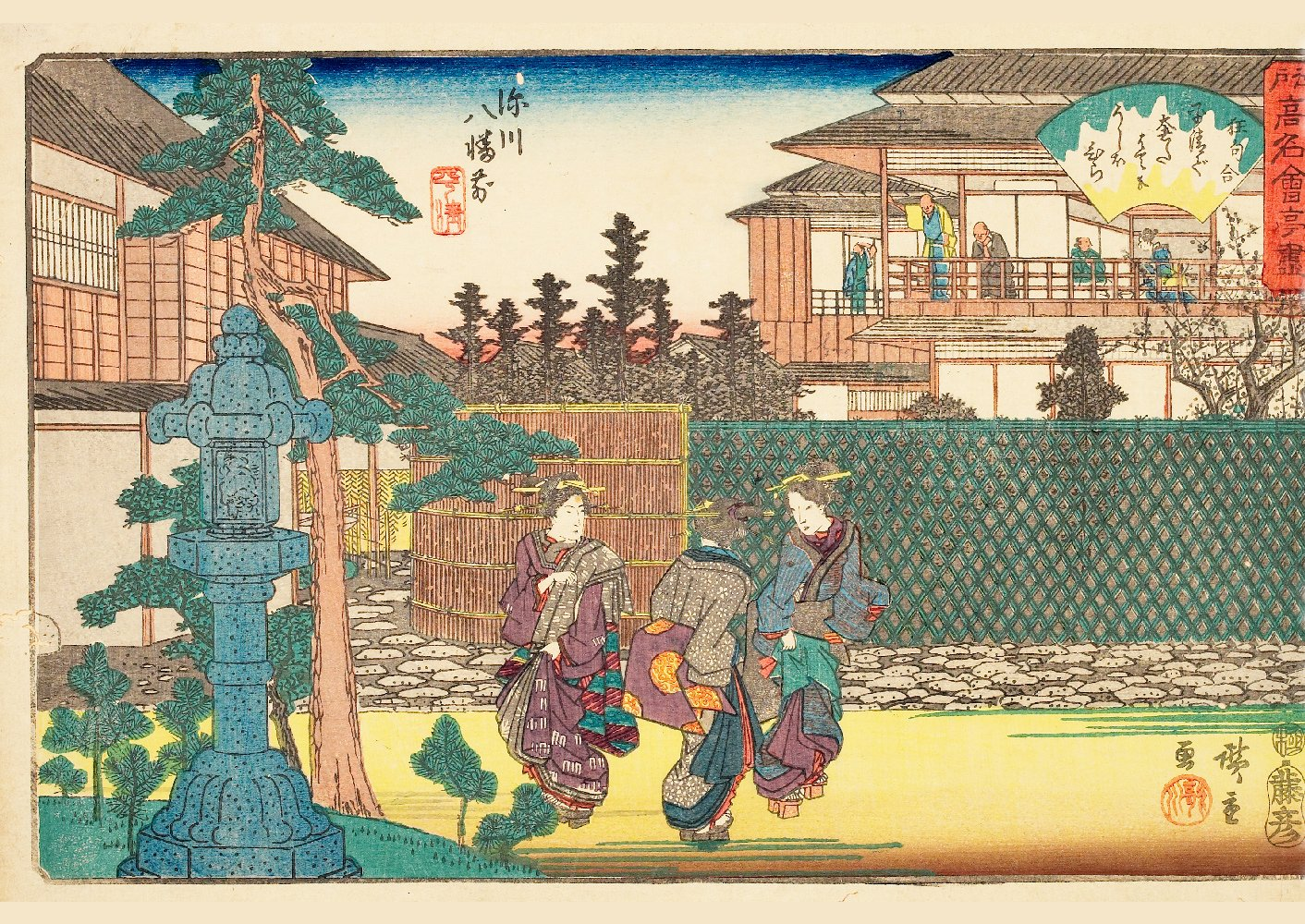
(15)深川八幡前 平清「狂句合 平清で奢ったはてもうしほひら」
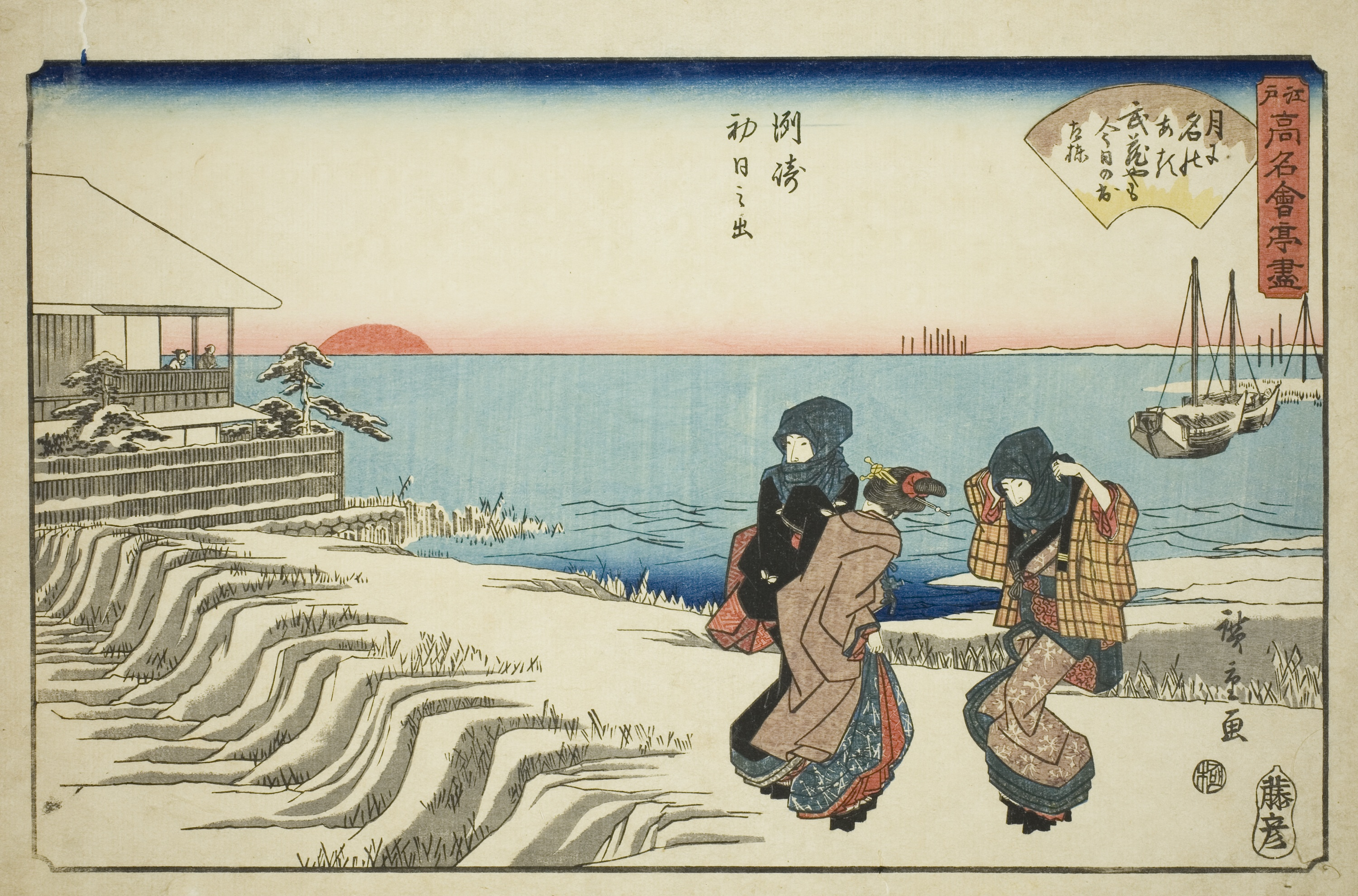
(16)洲崎初日之出 武蔵屋「月に名のある 武蔵やも 今日の出 左棟」
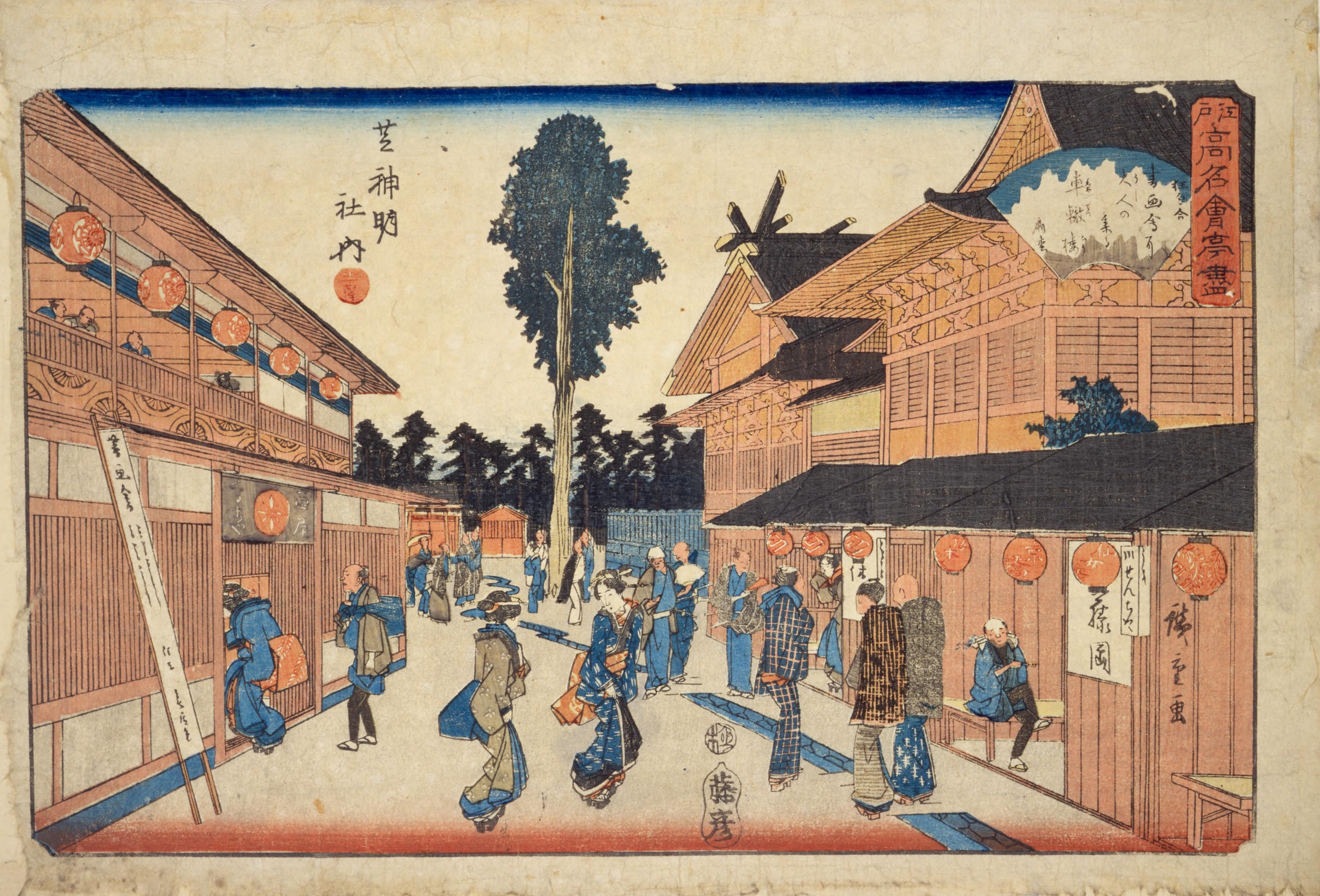
(17)芝神明社内 車屋「狂句合 書画会に 大人の集ふ 車轍楼 扇枩」
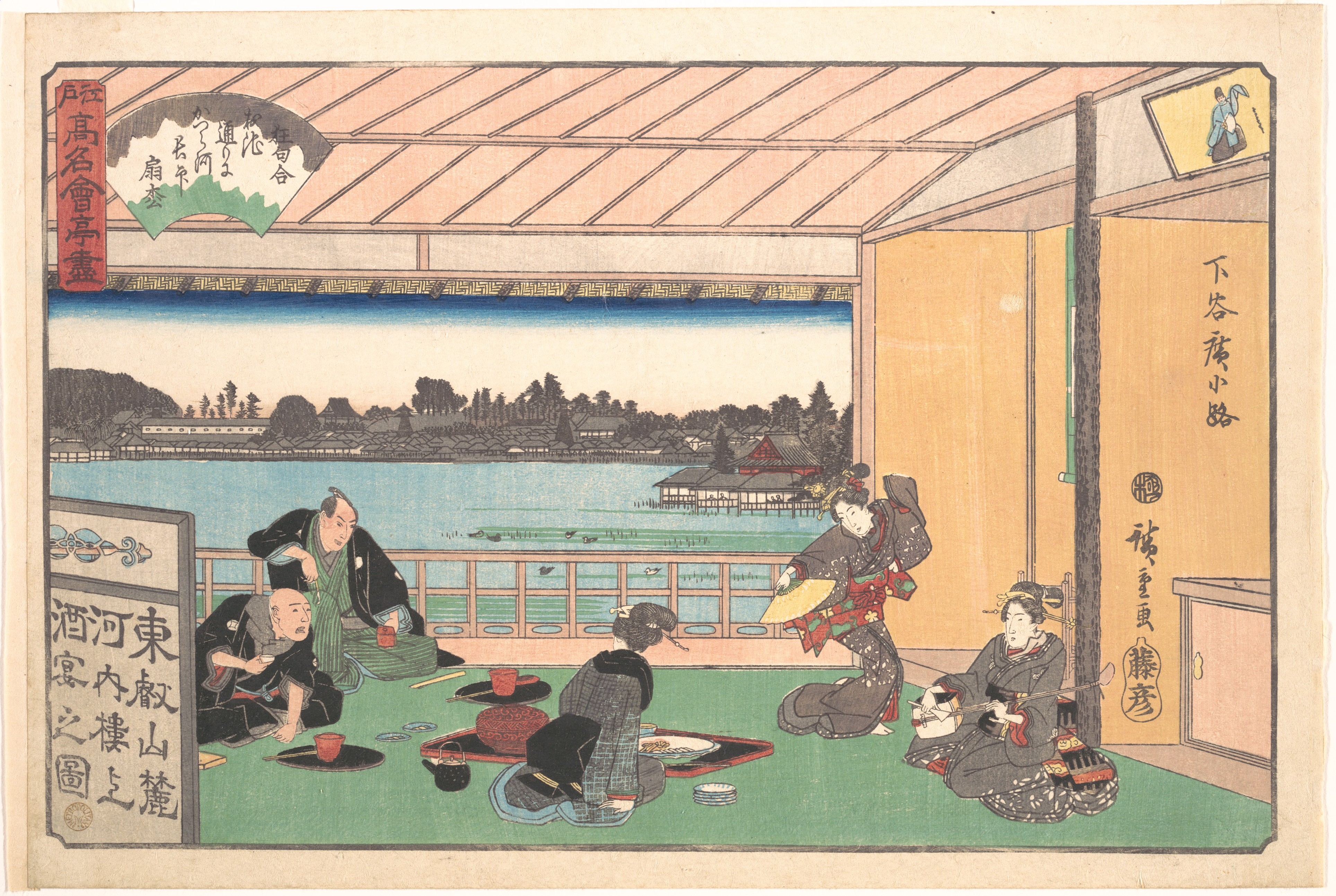
(18)下谷広小路 河内楼「狂句合 お池通りにかつら河長印 扇松」
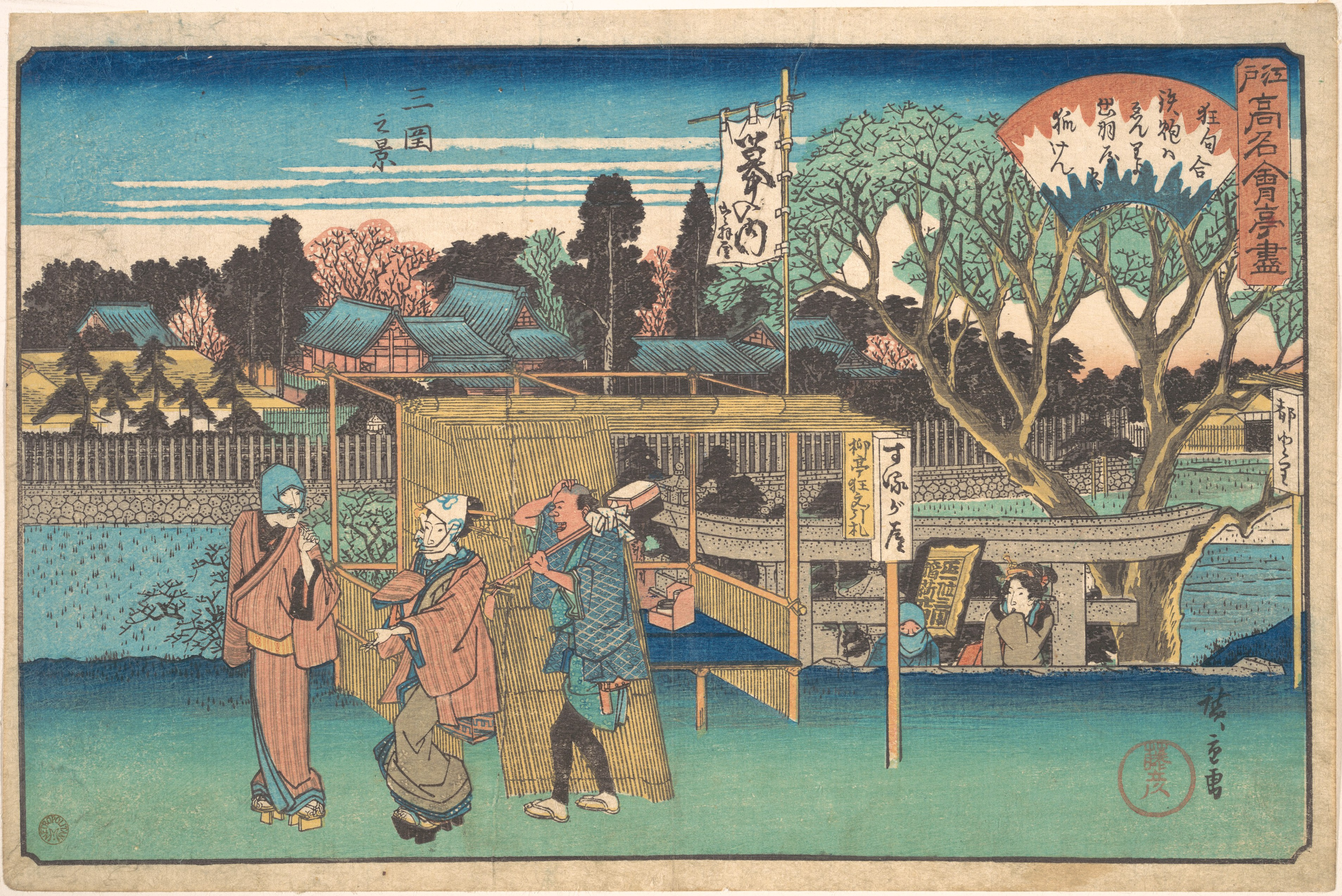
(19)三囲之景 出羽屋「狂句合 鉄炮はえんりょ出羽屋で狐けん」
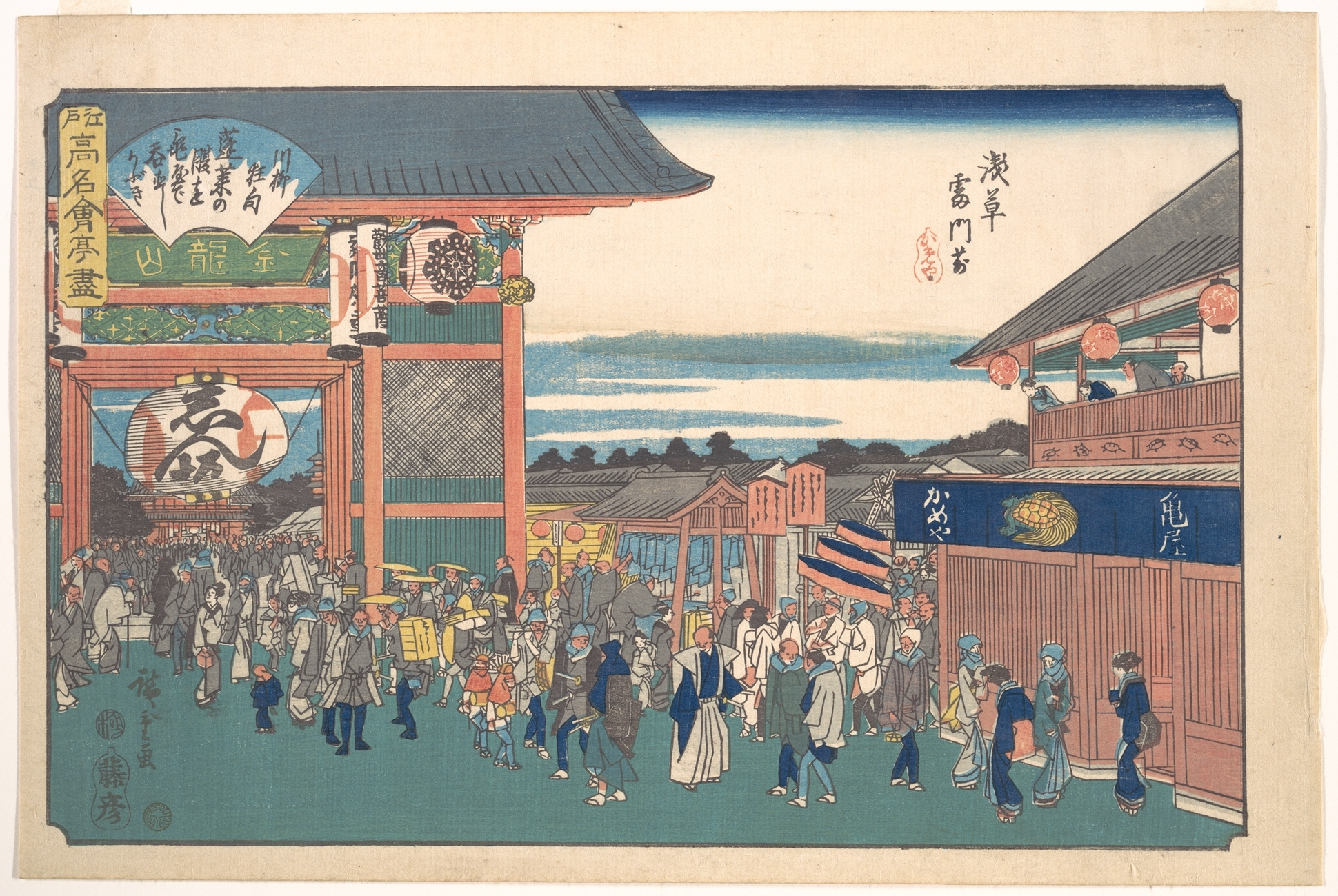
(20)浅草雷門前 かめや「川柳狂句 蓬莱の腹を亀屋で呑直しかぶき」
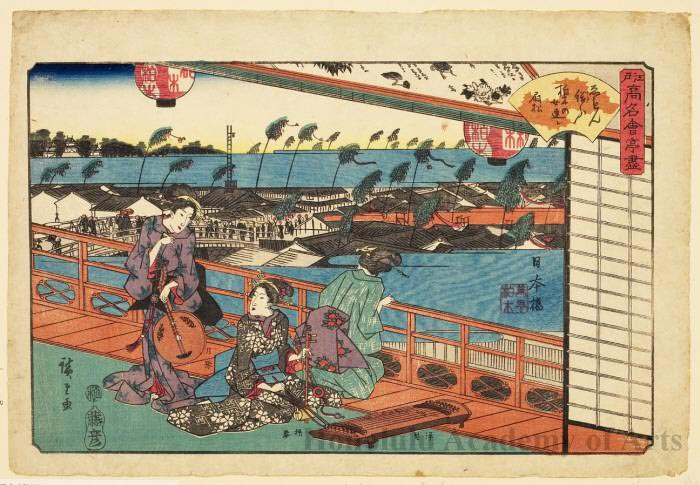
(21)日本橋万町 柏木「ゑもん繕ふ 柏木の女連レ 扇松」
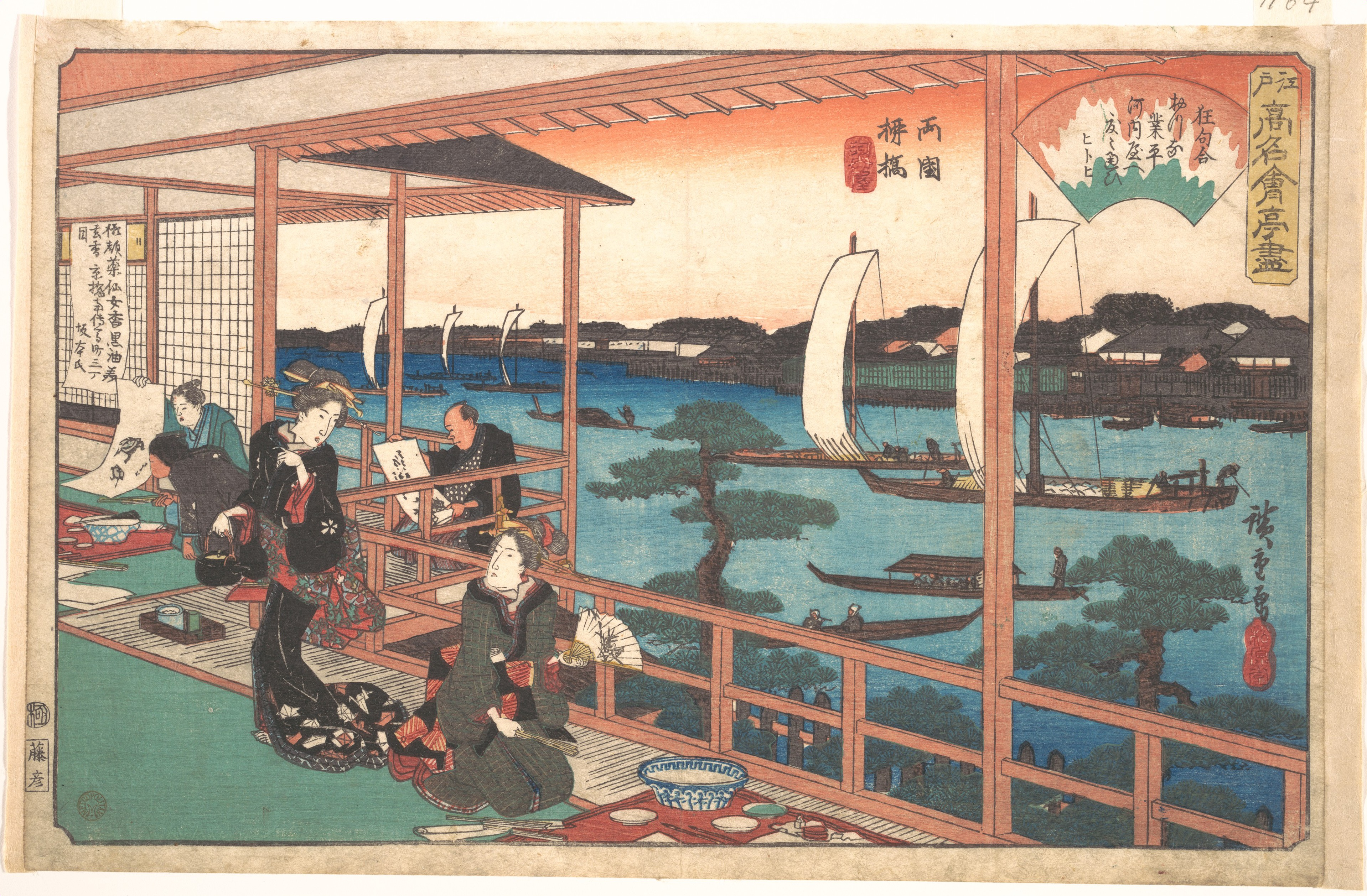
(22)両国柳橋 河内屋「狂句合 おつな業平河内屋へ度々通ひ ヒトヒ」
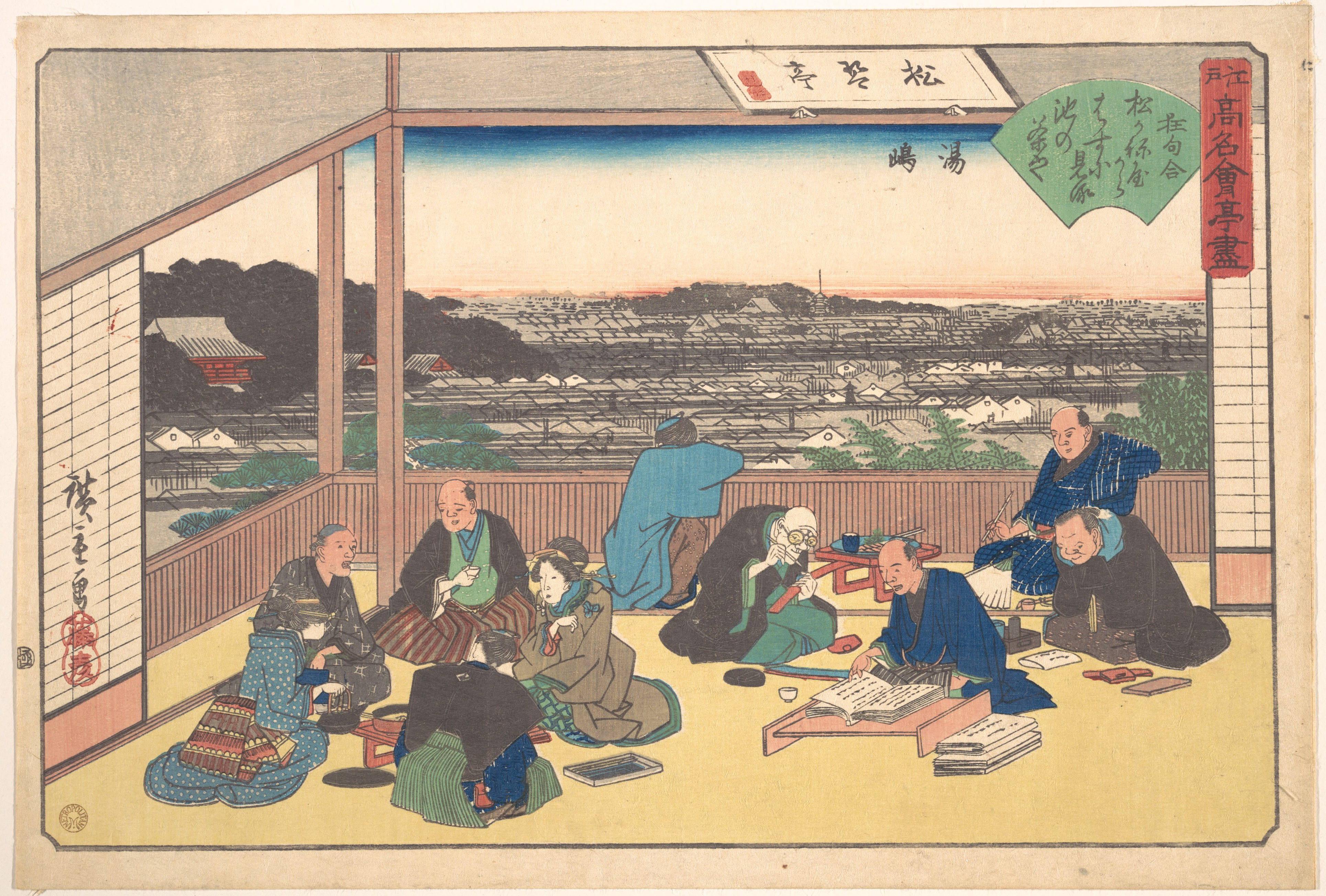
(23)湯嶋 松金屋「狂句合 松金屋からはすに見る池の茶や」
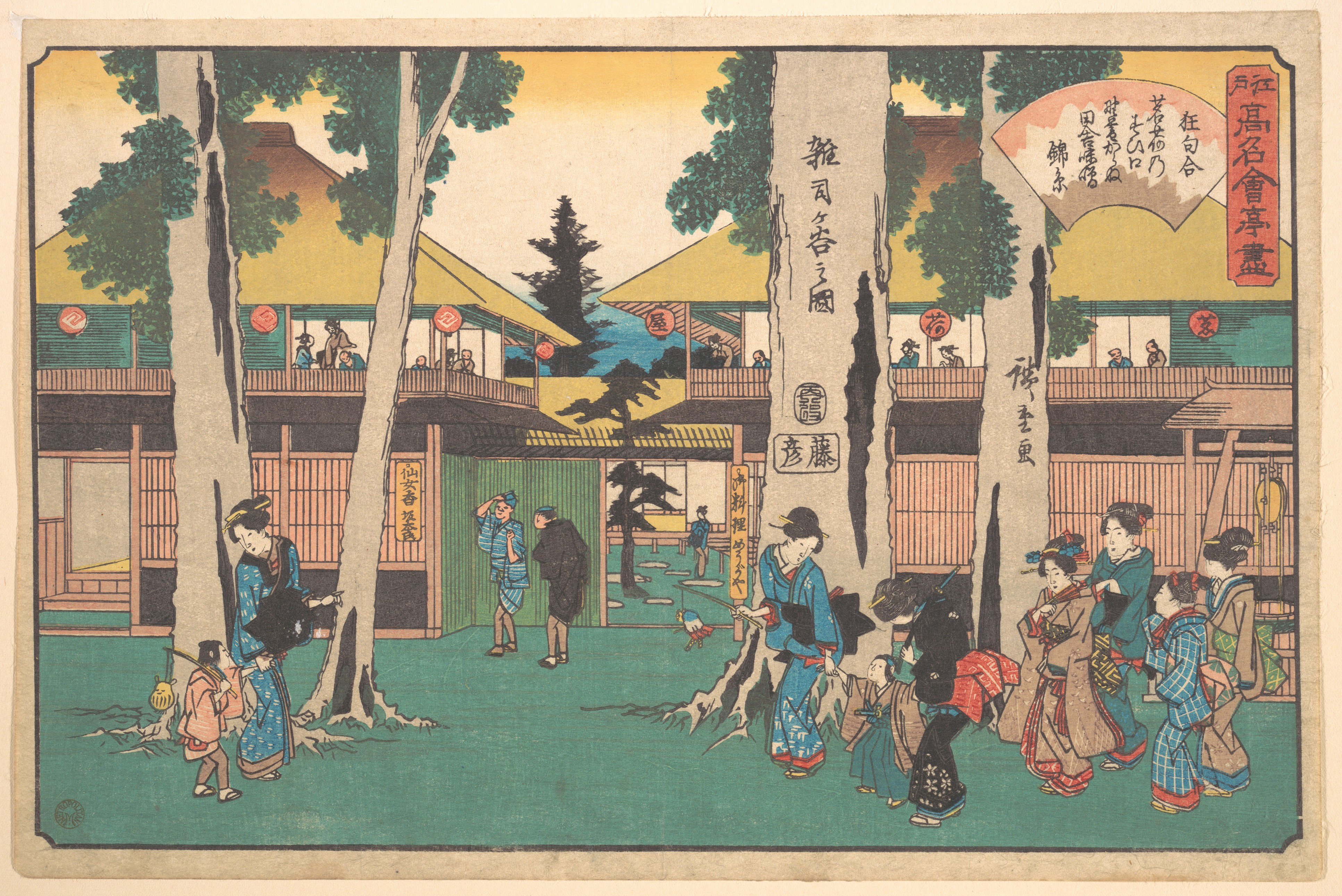
(24)雑司ケ谷之図 茗荷屋「狂句合 茗荷のすひ口 野暮からぬ 田舎味噌 錦糸」
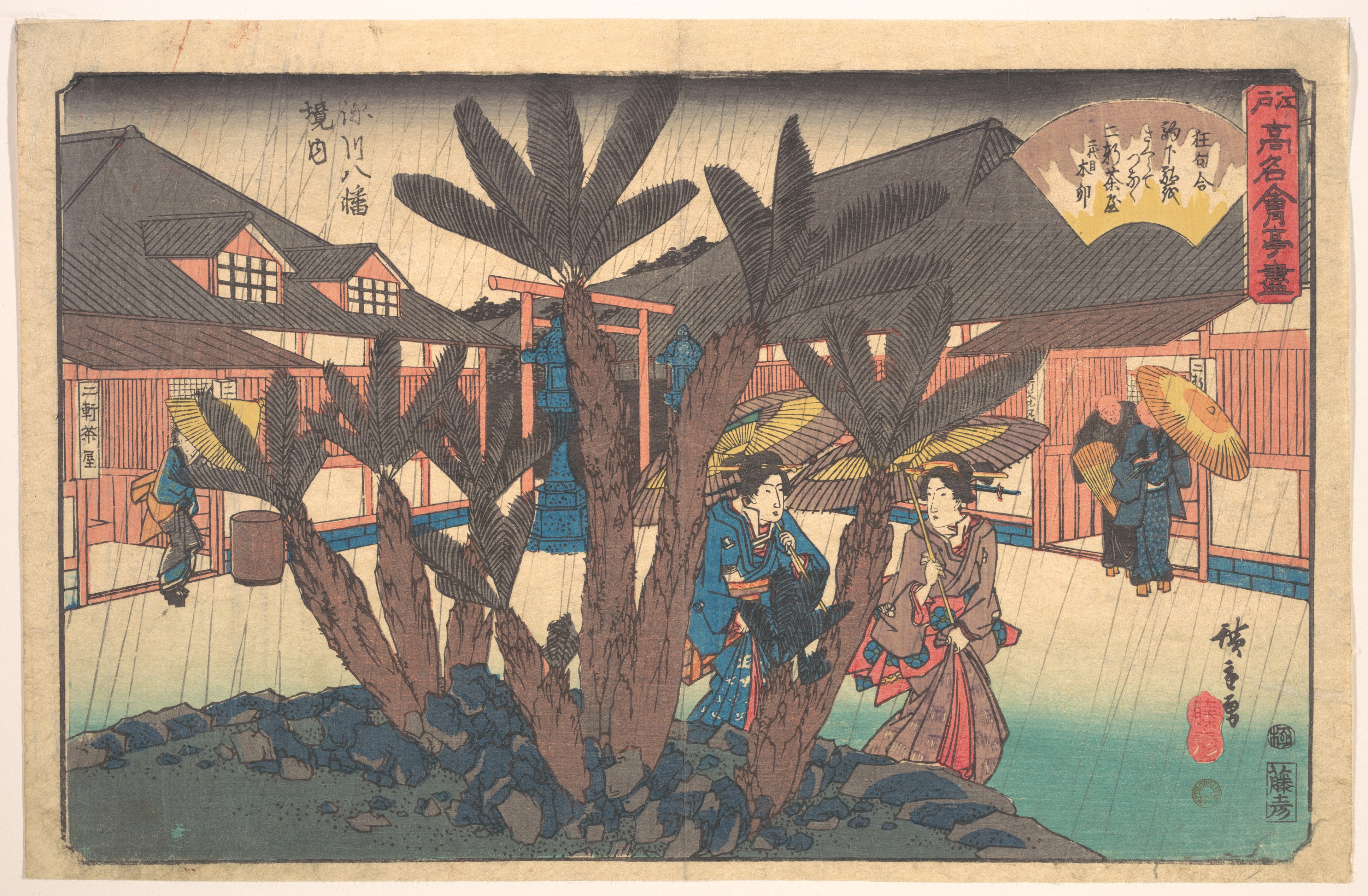
(25)深川八幡境内 二件茶屋「狂句合 駒下駄を さくらてつなく 二軒茶屋 二代目木卯」
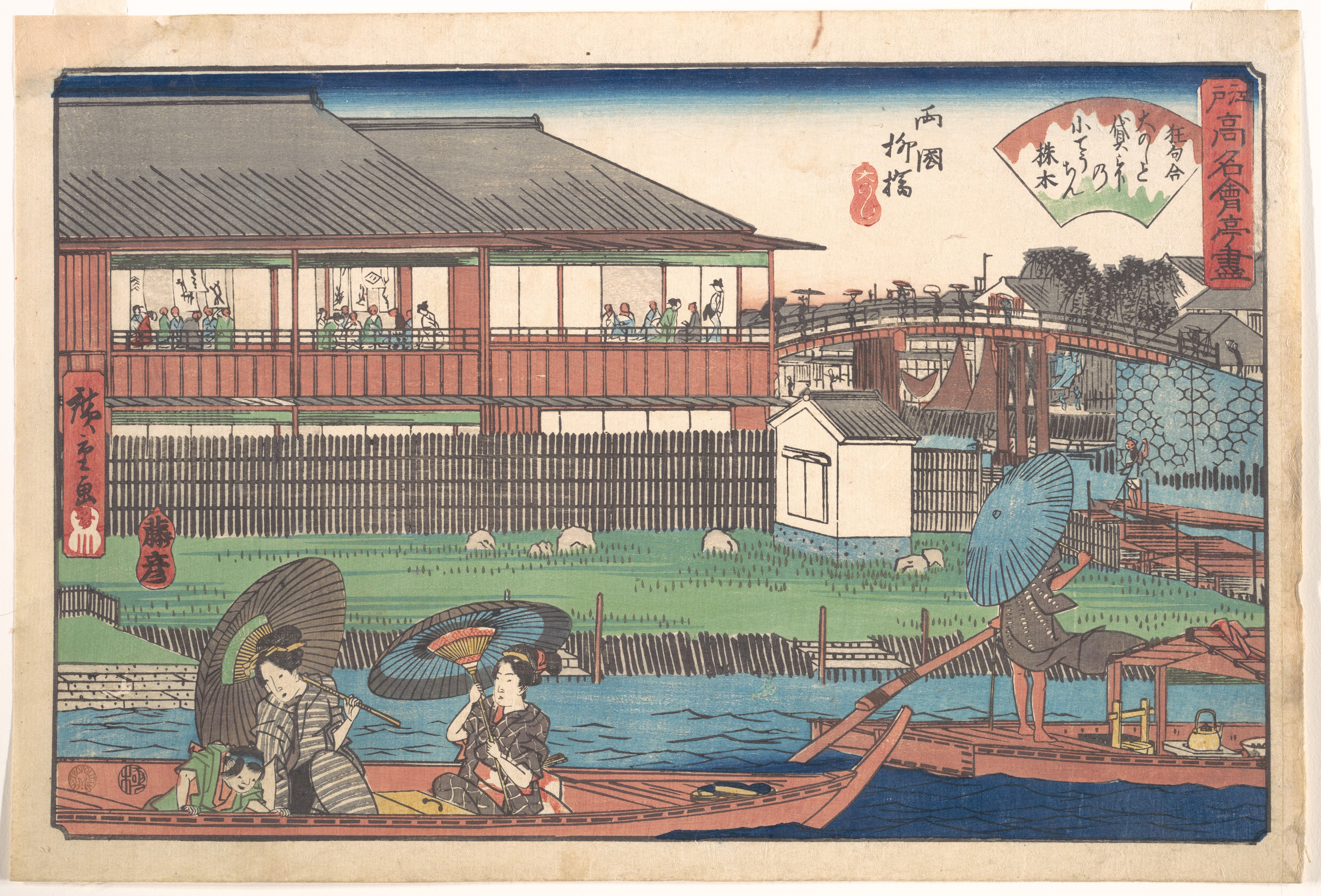
(26)両国柳橋 大のし「狂句合 大のしと 貸上下の 小てうちん 株木」
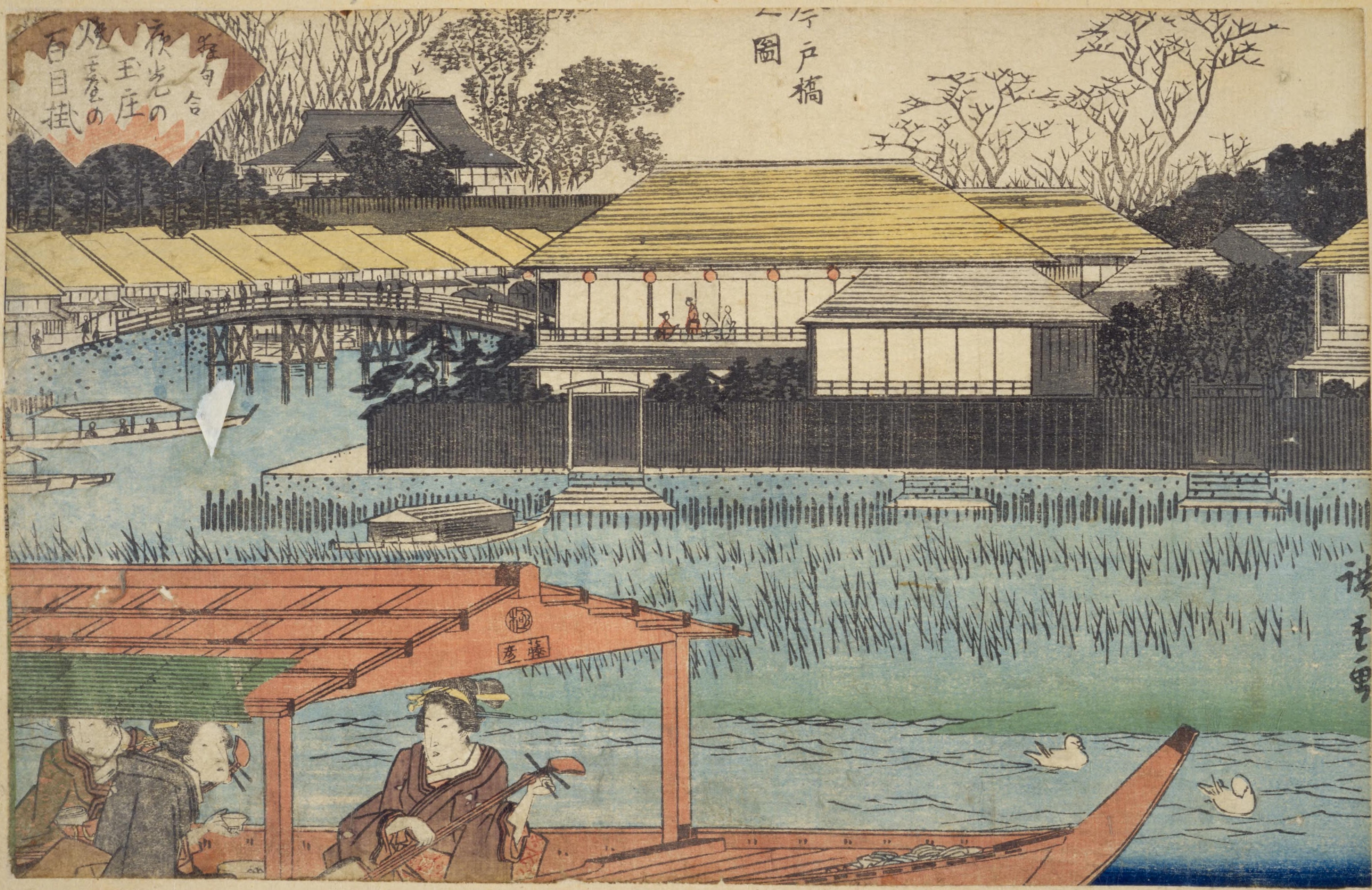
(27)今戸橋之図 玉庄「狂句合 夜光の玉庄燈臺の百目掛」
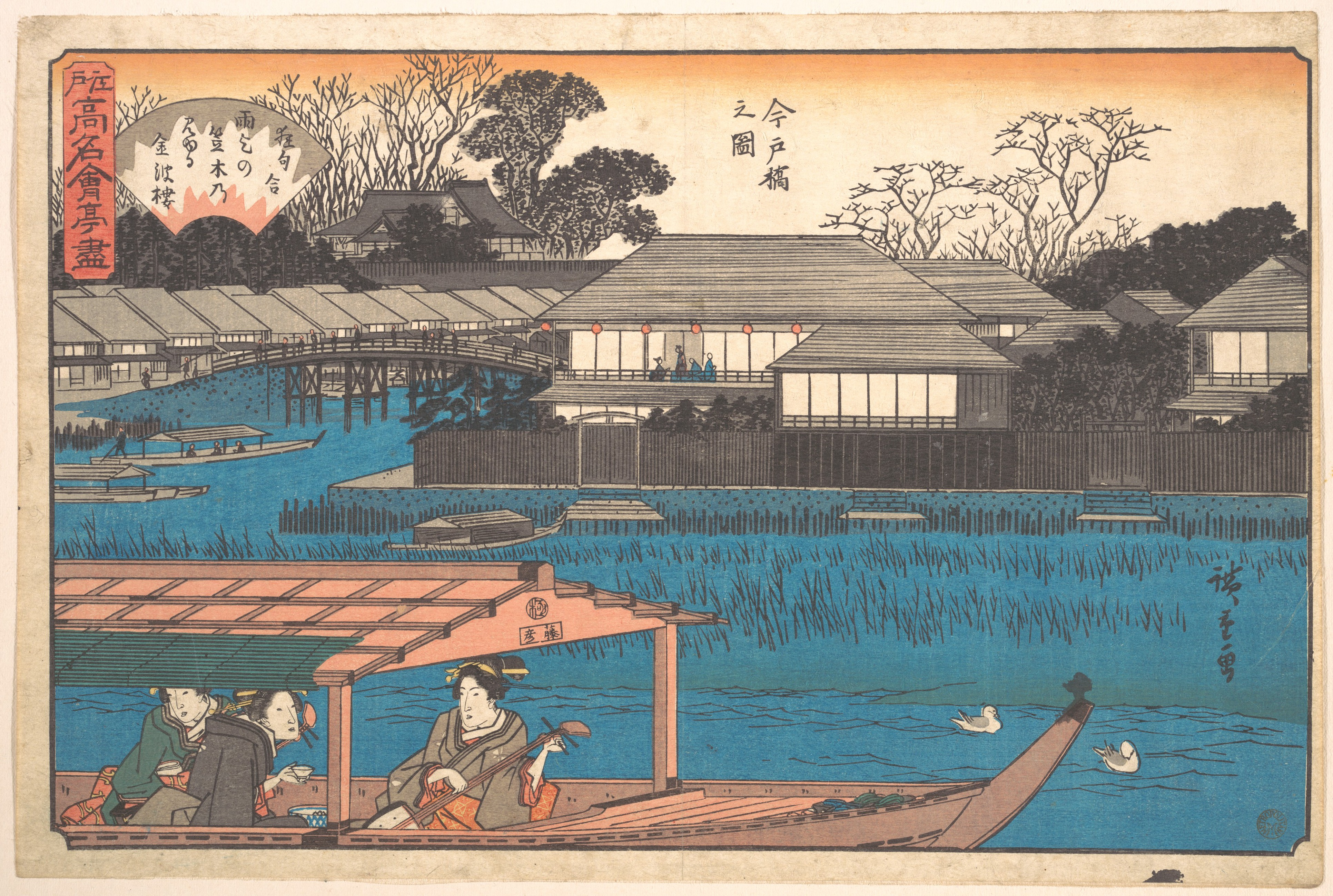
(27-異版)今戸橋之図 玉庄「狂句合 雨乞の 笠木の見ゆる 金波楼」
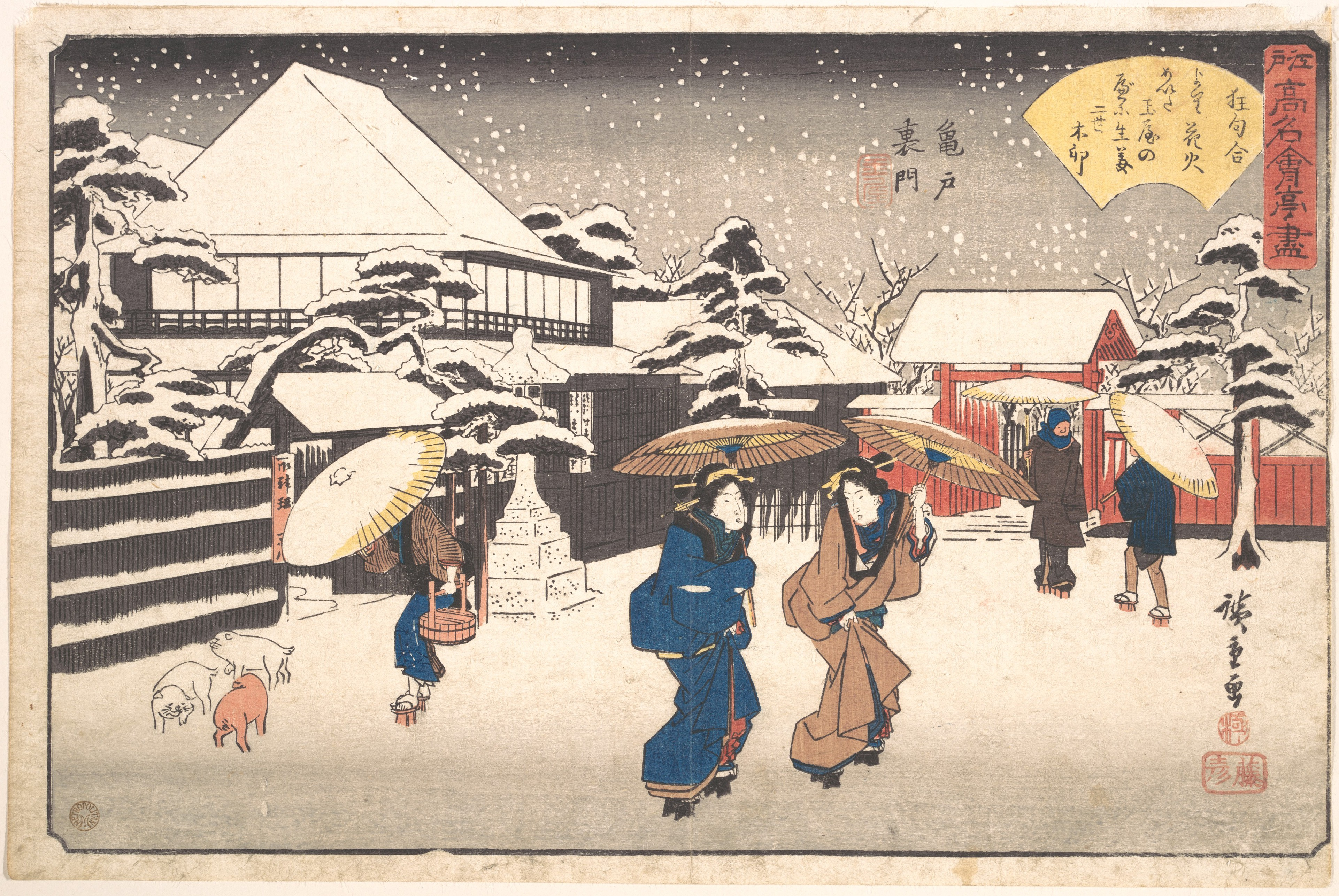
(28)亀戸裏門 玉屋「狂句合 より花火めいた玉屋のべに生姜 二世木卯」
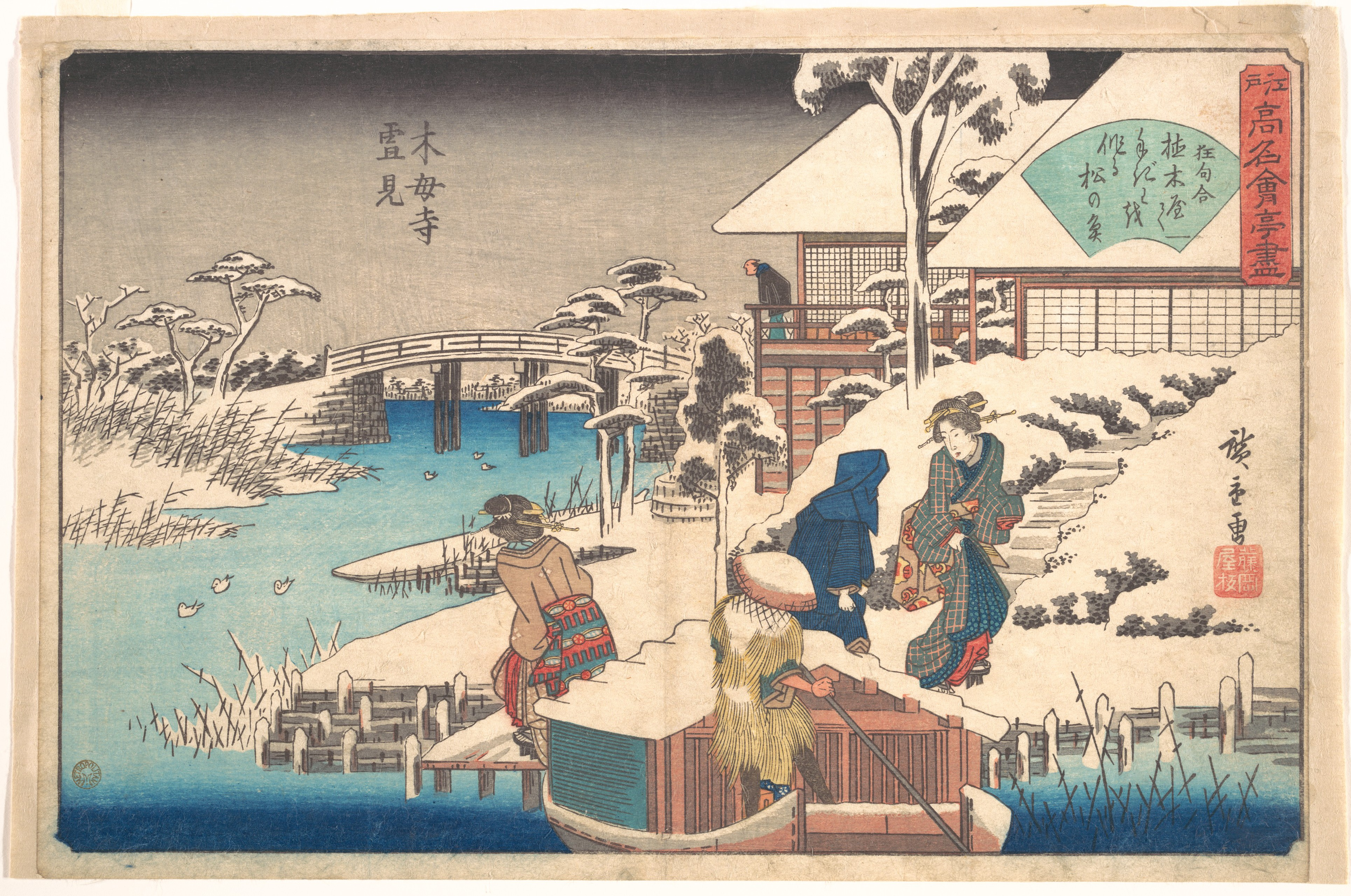
(29)木母寺雪見 植木屋「狂句合 植木屋 松の魚」
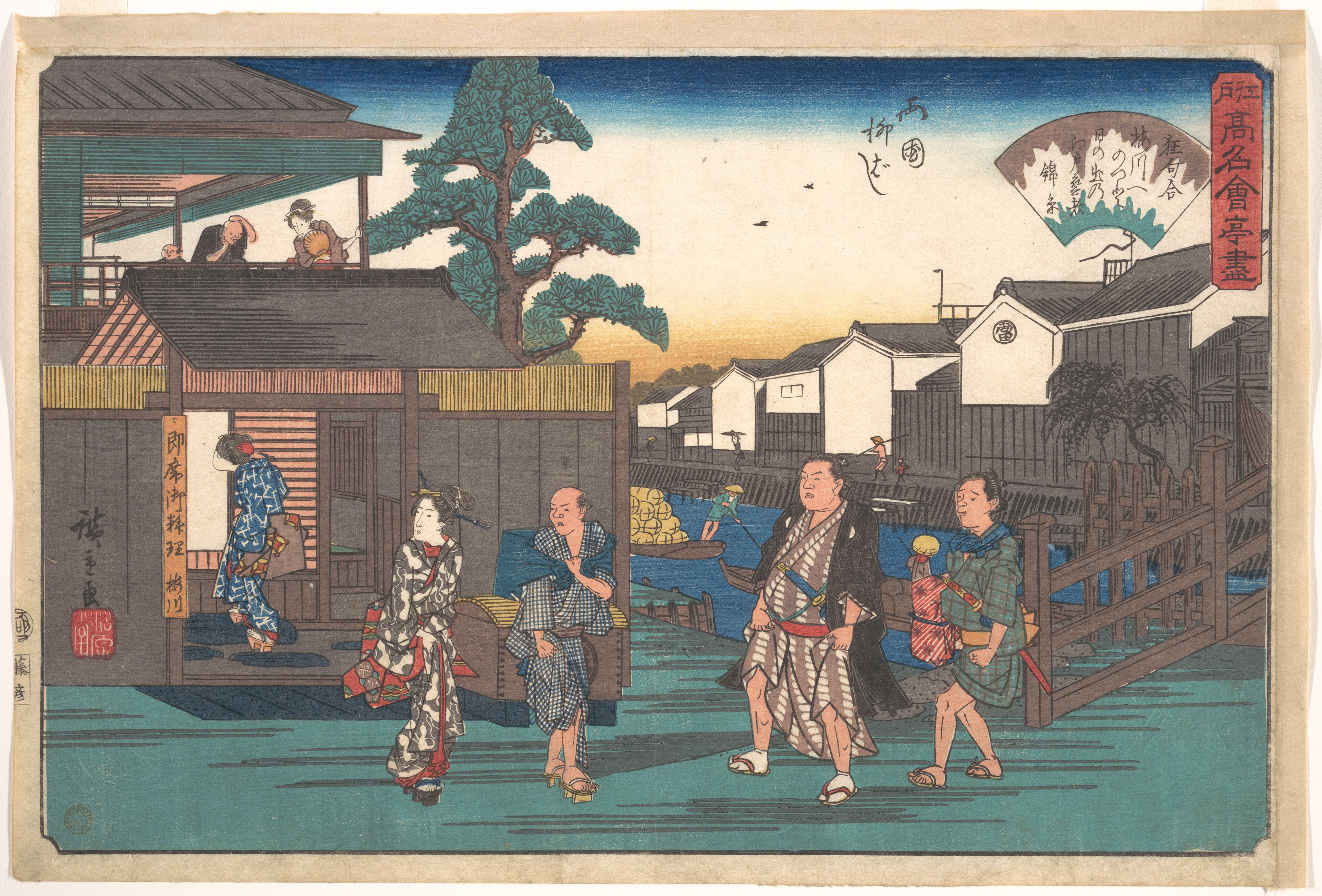
(30)両国柳ばし 梅川「狂句合 梅川へ のつと月の出 江戸芸者 錦糸」

## 江戸の料亭と水辺の関わり
「水の都」と呼ばれ、舟運文化が隆盛を極めた江戸では、河川沿いに荷上場や舟運関連の施設などが数多く造られ、水文化が築かれてきた。その中で料亭は水辺という場所の特性を活かし、江戸の都市化に伴って発展した外食文化から生まれた店舗形態である。こうした料亭の立地について「江戸府における料亭の分布」を元に『江戸高名会亭尽』に描かれた料亭の位置を一部転記したものが右図であり、エリアごとに特徴が見られる。

### 浅草周辺
(3)田川屋、(4)播磨屋、(5)八百善などがあったエリアで、浅草寺を始めとする寺社や吉原を擁した。(3)田川屋は大音寺前にあり、吉原帰りの客が多く利用した。その室内には浴場や茶室が設置され、参拝・参詣客や文人の利用も多かった。隅田川対岸の本所・向島には自然が多く残り閑静な景勝地や別荘地として位置付けられていたため、年中行事の行楽地・名勝地として人気があった。(6)平岩、(7)大七、(8)武蔵屋、(10)小倉庵、(14)柳屋などがあった。

### 不忍池周辺
(9)蓬莱屋などがあったエリア。蓮池などの景観に優れ、周辺には寺社が建ち行楽地化したことで料亭が集積した。周囲には上野寛永寺とその門前町があり、商店が集中する広小路もあったため、多くの人々が行き交う空間となっていた。(9)蓬莱屋は不忍池に面し、絵図では花見をする遊女が描かれている。池の景観と併せて四季の行事を楽しむ様子がみられた。

### 両国周辺
(11)柳屋、(12)万八、(13)青柳などがあったエリア。両国は一大商業地であり、隅田川に通ずる運河は物資の輸送や、その陸揚げ集散に利用され、商業に不可欠な施設となっていた。また、浅草橋と柳橋にあった河岸では芝居見物へと向かう猪牙舟や屋形船等、様々な舟が通行や行楽に使用されていた。(12)万八楼は柳橋にあり、絵図では座敷内の様子や料亭へ向かう芸者と中居の様子が描かれている。河川の様子は、料亭においても景観要素として活用された。料亭の脇には船着場が置かれ、客は直接乗り入れたり舟上で料理を楽しむこともできた。

### 深川周辺
(15)平清、(16)武蔵屋などがあったエリア。海沿いの立地に加え、他地区に比べ火事の可能性が低く、河岸地利用の自由度の高さから、全国から集まった物資の倉庫が建ち並ぶ商業地として位置付けられた。明暦の大火以降、多くの寺院が移入し、参詣目的の客が集まる地域もあった。花見や花火見物、夕涼み等の遊興における名所でもあったため料亭が集積した。(16)武蔵屋は洲崎の海に張り出した場所にあり弁財天参詣の人々で賑わった。眺望にも優れ、絵図では初日の出の様子が描かれている。

### 註釈
1. ↑  『会席即席御料理』および『江戸切絵図』から料亭名、町名を抽出し地図上にプロットしたもので、(1)-(17)は『江戸高名会亭尽』の料亭名、町名に合致している[6]。